# Chiesa di San Polo (Venezia)
La chiesa di San Paolo apostolo vulgo San Polo è un edificio religioso della città di Venezia. Dà il nome al sestiere in cui sorge.

## Storia
Secondo le cronache antiche la chiesa fu edificata probabilmente nell'837, per volere del doge Pietro Tradonico e del figlio Giovanni co-reggente. In antico dipendeva dal Patriarcato di Grado.
Subì una prima ristrutturazione tra il Tre e il Quattrocento e a questo periodo risalgono gli elementi gotici, in particolare il portale laterale archiacuto, le ogive della navata laterale e il rosone della facciata.
Verso la fine del '500 ebbe un ulteriore restauro e all'incirca nello stesso periodo il porticato d'ingresso fu chiuso e trasformato nell'Oratorio del Crocefisso determinando l'occultamento della facciata.
A partire dal 1804 sino alla riconsacrazione del 1839 la chiesa ha subito i pesanti interventi progettati da David Rossi: in quell'occasione furono sostituite le colonne della navata centrale, chiuse alcune aperture per aprirne altre e per darle un impianto neoclassico. I restauri del 1930 recente hanno in parte ripristinato gli elementi quattrocenteschi, in particolare il soffitto a carena di nave. Divenne chiesa rettoriale delle parrocchia dei Frari con gli editti napoleonici, tranne la parentesi tra il 1928 ed il 1966 in cui fu di nuovo parrocchiale .
La chiesa fa parte dell'associazione Chorus Venezia.

## Descrizione

### Esterno
Inglobata da altri modesti edifici restano visibili parte dell'abside prospiciente l'omonimo campo ed i fianchi. Lungo il lato destro si apre il grande portale tardo gotico opera della bottega di Bartolomeo Bon ornato da due angeli reggi cartiglio sulla trabeazione e culminato dal fiorone reggente una mezza figura di san Paolo oltre la linea di gronda. Più avanti nella parte più stretta della salizada la facciata classicheggiante dell'Oratorio della Croce, raffinata struttura marcata da semicolonne corinzie con aperture tipo serliana. Visibile a stento dall'adiacente Corte del Cafetier l'originale rosone sull'antica facciata. Nel tempo furono murate qua e là sugli esterni alcune opere marmoree: la più recente è l'edicola neoclassica con la statua di San Paolo al centro dell'abside maggiore; a sinistra, sulla cappella absidale minore l'edicola quattrocentesca della Scuola del Santissimo sacramento è sormontata da un drappeggio barocco e sormonta invece la lapide (datata 1611) che proibisce tutti i giochi nel campo e di addossare bancarelle alla chiesa; sui muri della vecchia canonica che inglobano l'atra cappella absidale sono due primitivi bassorilievi, il superiore con il Battesimo di Cristo, quello inferiore con la Madonna ed il Bambino in trono con i Santi Demetrio e Pietro.

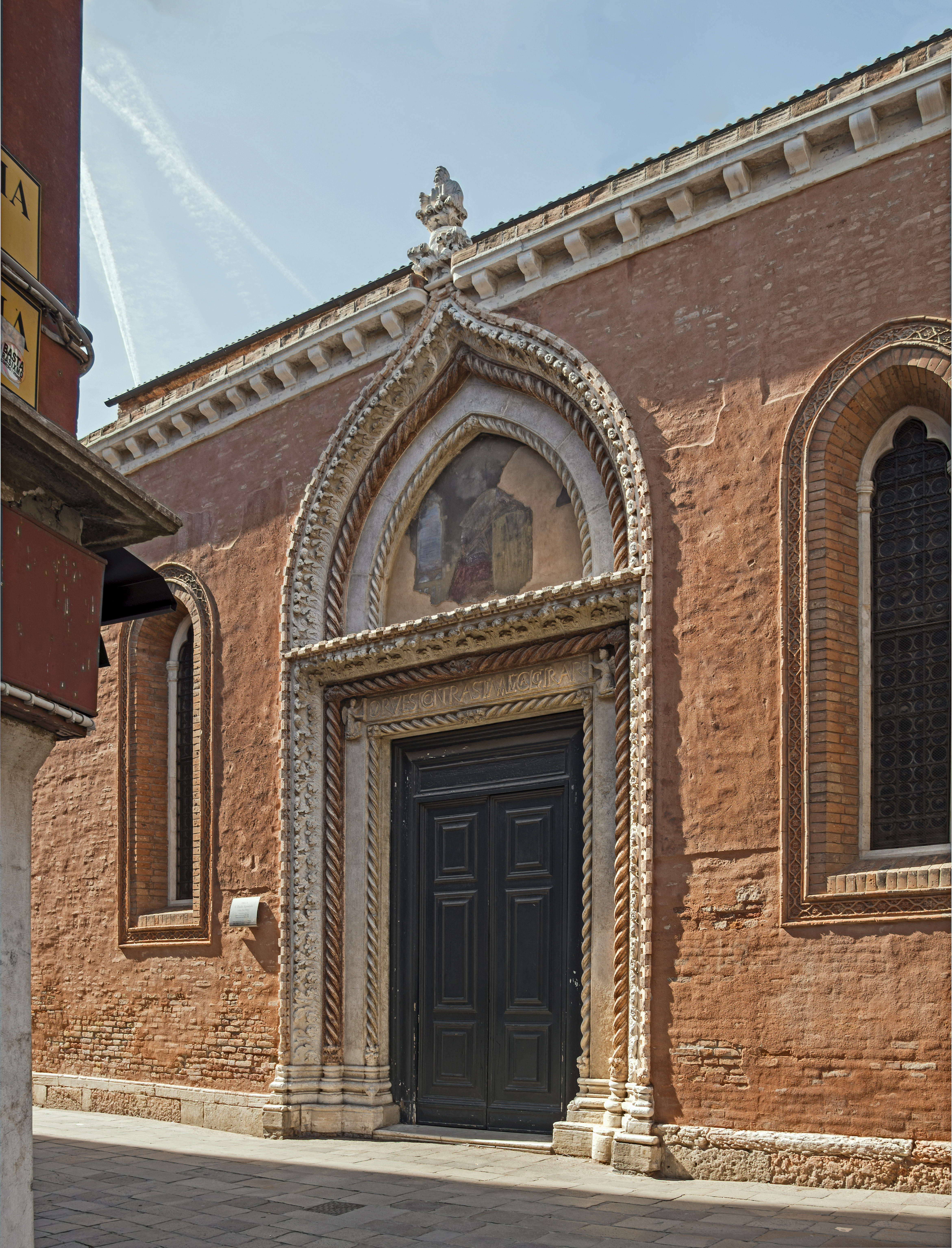
Portale gotico sulla salizada San Polo.
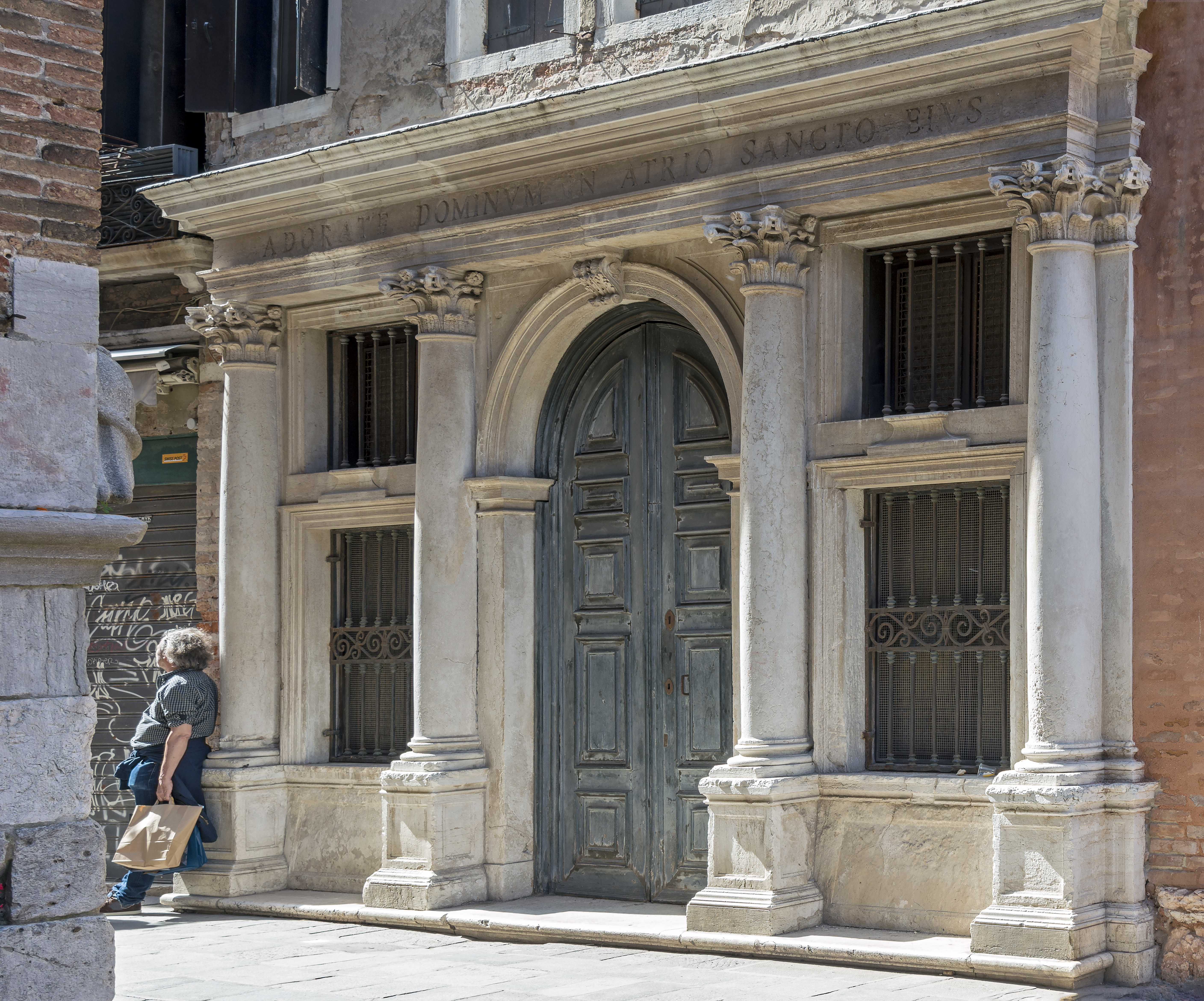
Facciata dell'Oratorio del Santissimo Sacramento
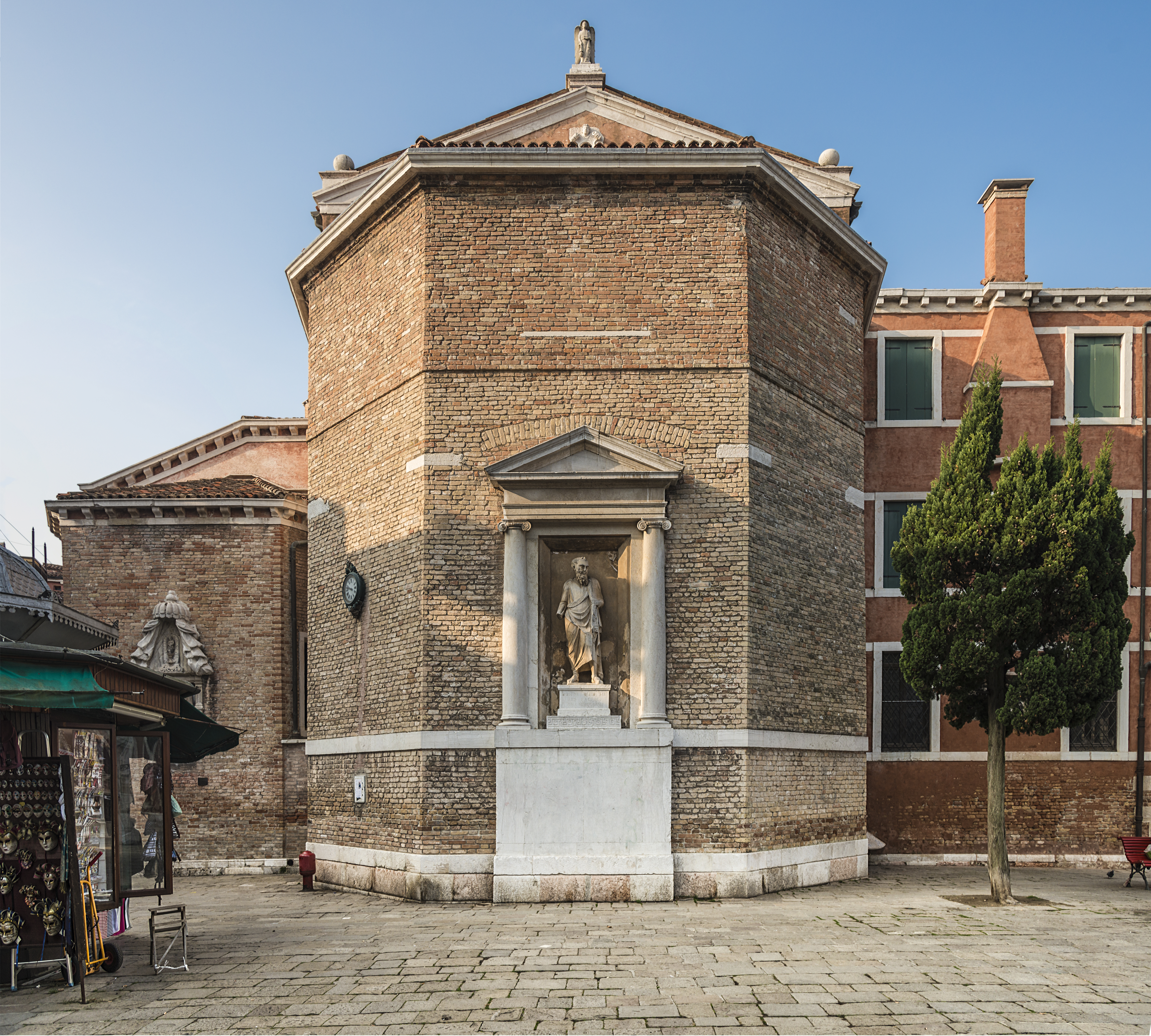
L'abside della chiesa, che mostra la struttura semiottagona ottocentesca.
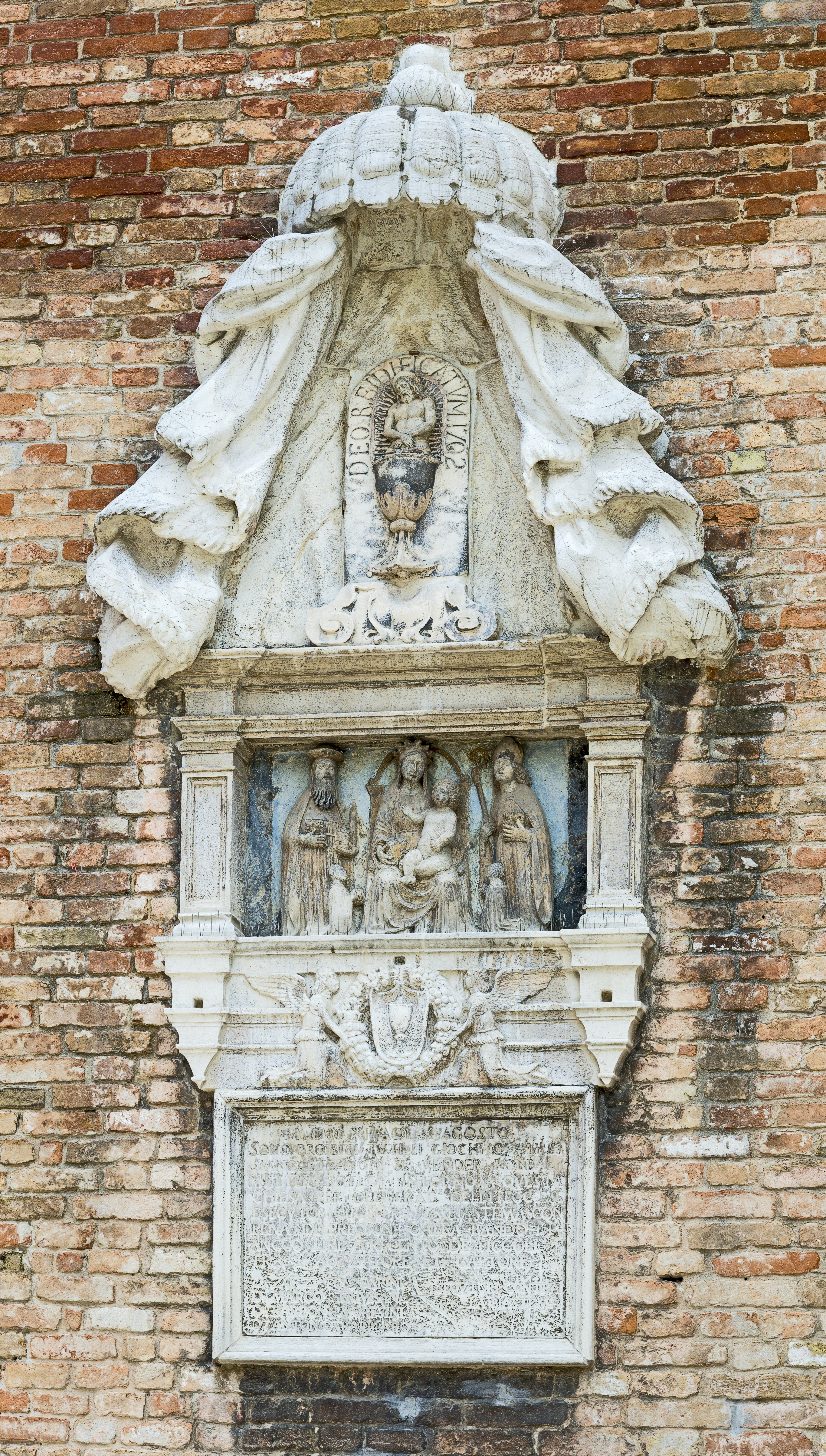
Edicola del Santissimo Sacramento, al di sotto la lapide che proibisce i giochi
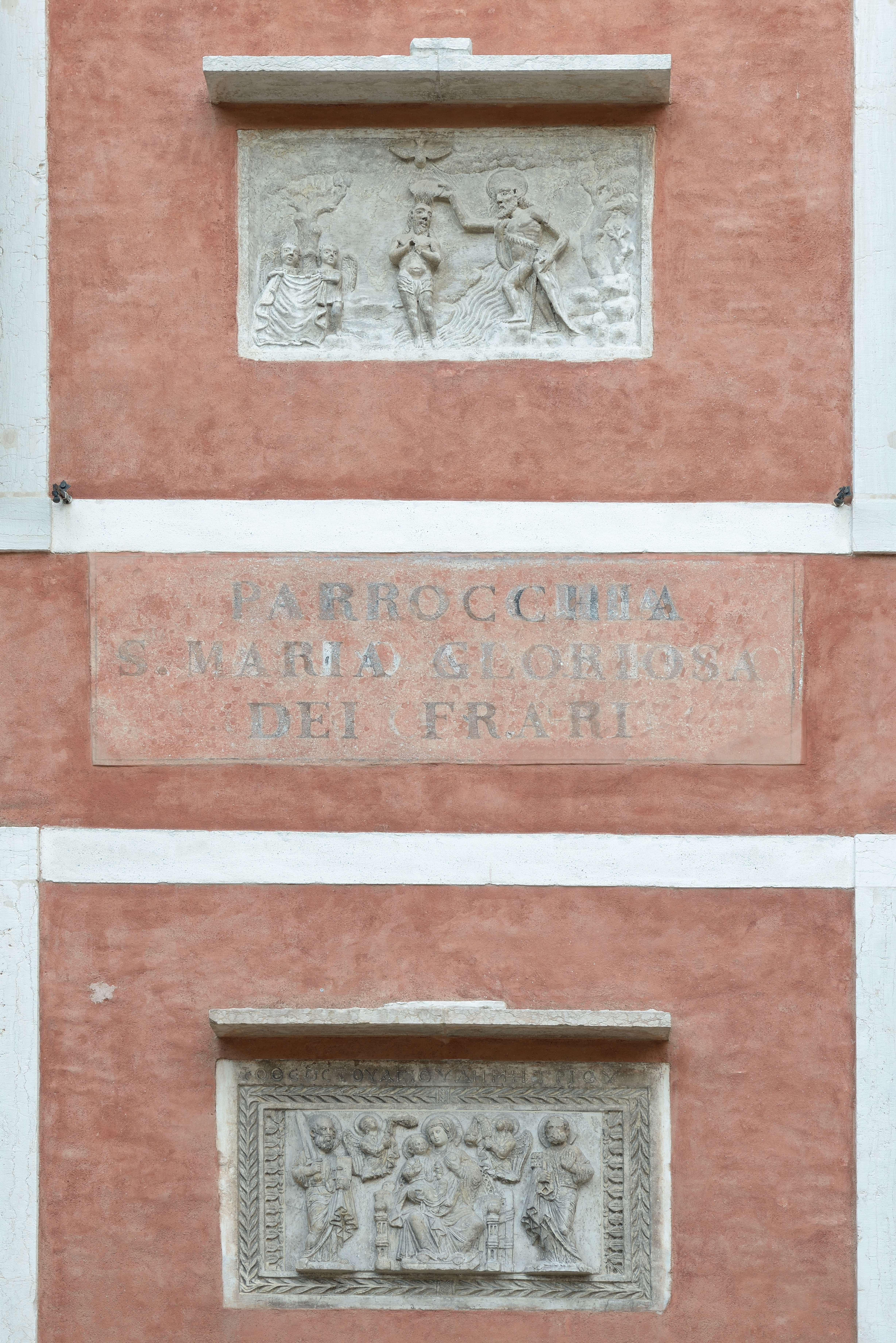
Battesimo di Cristo e Madonna e Santi

#### Campanile
Il campanile con cuspide conica fu innalzato nel 1362 si trova al di là della salizada e ne fa da strettoia. L'ingresso è sormontato da due leoni affrontati, che probabilmente avevano la funzione di stilofori nel nartece della precedente chiesa, l'uno recante fra gli artigli un serpente, l'altro una testa umana. Le figure, secondo fantasiose ricostruzioni, ricorderebbero la tragica fine di Marino Faliero, oppure del conte di Carmagnola: la cosa è però irreale dato che le sculture sono antecedenti alle vicende dei due personaggi e che peraltro queste varianti iconografiche sono frequenti in molte opere romaniche.

### Interno
L'interno è a pianta basilicale con tre navate a cui corrispondono tre cappelle absidali. La facciata originale si trova a sinistra dell'ingresso.

#### Navata centrale
I restauri del 1930 hanno rimesso in luce la tipica struttura veneta del soffitto a carena di nave e le bifore immediatamente sottostanti. Permangono i colonnati ionici trabeati che separano le navate laterali e al di sopra delle colonne alcune grisaglie ottocentesche di un frescatore anonimo: quattro tondi con gli Evangelisti alternati a sei pannelli rettangolari con le Storie di San Paolo.

#### Controfacciata
A sinistra è l'Ultima cena (1568-69) di Jacopo Tintoretto e a destra San Silvestro battezza Costantino Imperatore di Paolo Piazza (tardo tintorettiano dell'inizio del XVII secolo). Al centro sopra la porta l'organo di Gaetano Callido (1763) ornato con le statue di Santa Cecilia che suona un piccolo organo e Re David con l'arpa.
Organo a Canne
In cantoria in controfacciata è presente un pregevole organo costruito da Gaetano Callido nel 1763 che rappresenta la sua prima realizzazione a Venezia nonché il suo primo strumento "doppio" (opus 7-8), ovvero a due tastiere. Risalgono al restauro del 1839 ad opera di Giacomo Bazzani i registri di Fluta 8' e di Ottavino 2' entrambi nei soprani, al positivo. Un ulteriore intervento effettuato sempre ad opera della ditta Bazzani risale al 1900 e in tale occasione sono stati sostituiti i pomelli dei registri. Dopo un lungo periodo di abbandono, nel 2013 l'organo è stato sottoposto ad un restauro conservativo da Francesco Zanin e in tale occasione è stata ricostruita la parte superiore della cassa in stile moderno, in quanto quella originale, molto malandata, era stata rimossa nel primo quarto del '900. In occasione di questo restauro sono stati ricostruiti i tromboncini e il crivello del Grand'Organo e la cornetta del positivo. La cornetta del Grand'Organo è stata ripristinata, essendo stata trasformata in ottavino nel 1839, conservando molte canne originali.
Lo strumento ha due tastiere originali in bosso ed ebano di 45 tasti ciascuna con prima ottava scavezza, una pedaliera a leggio (ricostruita) di 17 pedali (12 note reali, il 18° pedale aziona il rollante) e un mantice a lanterna con due pompe azionabile manualmente e con elettroventilatore. L'unione è a cassetto e il ripieno a manovella. I pomelli dei registri del Grand'Organo (seconda tastiera) e del pedale si trovano a destra delle tastiere mentre quelli del positivo (prima tastiera), come anche il positivo stesso, si trovano a sinistra di esse. Le canne in facciata, appartenenti ai bassi del principale di 8', presentano le bocche a scudo, davanti ad esse è posto lo zoccolo dei tromboncini.  I violoncelli del positivo sono il primo esempio di questo particolare registro ad ancia inventato da Callido.
La disposizione fonica è la seguente:
Grand'Organo
Ripieno (colonna di sinistra)
Principale Bassi (8')
Principale Soprani
Ottava
Decimaquinta
Decimanona
Vigesimaseconda
Vigesimasesta
Vigesimanona
Trigesimaterza
Trigesimasesta
Contrabbassi e
Ottave (al pedale, 16'+8')
Concerto (colonna di destra)
Voce umana
Flauto in VIII (a camino)
Flauto in XII
Cornetta
Tromboncini Bassi
Tromboncini Soprani
Tromboni (al pedale, 8')
Positivo
Principale Bassi (8')
Principale Soprani
Ottava
Decimaquinta
Vigesimaseconda
Flauto in VIII Bassi (a camino)
Flauto in VIII Soprani (a camino)
Cornetta
Tromboncini Bassi
Tromboncini Soprani
Violoncelli Bassi
Violoncelli Soprani
Ottavino
Fluta

#### Navata destra
Nel primo altare dal fondo è la pala Assunta e Santi di Jacopo Tintoretto, ai lati della porta un Volto di Cristo ed un Presepe, bassorilievi decorativi riemersi durante il restauro, e bottega sul secondo altare la Madonna con il Bambino, scultura di Pietro Zandomeneghi opera canoviana del XIX secolo.

#### Cappella absidale di destra (cappella del Santissimo Sacramento)
Di elegante struttura lombardesca restaurata nel 1702 è ornata nella volta e nel catino dagli affreschi Gloria d'angeli e Storie dell'Antico Testamento di Gioacchino Pizzoli ( XVIII secolo) e alle pareti da quattro tele del Salviati: Lavanda dei piedi, Cristo nell'orto degli ulivi, Salita al Calvario, Deposizione. L'altare con il tabernacolo è del '600.

#### Presbiterio
Sull'altare sono le due pregevoli sculture in bronzo di Alessandro Vittoria: San Paolo e Sant'Antonio abate. Sulla parete di fondo e sui lati le tele di Palma il Giovane: la pala della Conversione dii San Paolo (1595-1600), a destra San Pietro invia San Marco a predicare il Vangelo ad Aquileia (1625), La consegna delle chiavi a San Pietro (1625), a sinistra La liberazione di Sant'Antonio abate (1600 circa) e La tentazione di Sant'Antonio abate (1600 circa). Completano il presbiterio la tela San Lorenzo fra i devoti (XVI secolo) della scuola di Bonifacio de Pitati, posta sulla destra dell'abside, l'antico stendardo della Congregazione del Clero di San Paolo (XV secolo), a sinistra, ed il grande frammento di Crocifisso (XIV secolo), montato su una sagoma lignea che ne suggerisce la probabile forma originale, sospeso all'arco trionfale.

#### Cappella absidale sinistra
Sull'altare della breve cappella la pala dello Sposalizio della Vergine del Veronese (1580  circa) dentro a cui è inserita la piccola tavola della Madonna di Loreto di un anonimo del XV secolo. A destra è una buona tela anonima rappresentante San Pietro (XVIII secolo).

#### Navata sinistra
Sul primo altare dall'abside è la pala La predicazione di San Paolo di Paolo Piazza (XVII secolo). Sul secondo altare costruito di Giorgio Massari, in una breve cappella laterale è la matura pala raffigurante La Vergine appare a San Giovanni Nepomuceno di Giambattista Tiepolo (1754) con il probabile parziale aiuto del figlio Giandomenio e accuratamente restaurata prima del 1999. La critica è divisa su a chi attribuire la commissione: al re di Polonia Augusto III che, nel 1740, aveva donato una reliquia del santo boemo a questa chiesa, oppure più probabilmente al parroco Bartolomeo Carminati, nel quadro dei suoi programmi di ristrutturazione. Sul terzo ed ultimo altare è la pala de Il Sacro Cuore di Gesù opera tarda di Jacopo Guarana (1802).

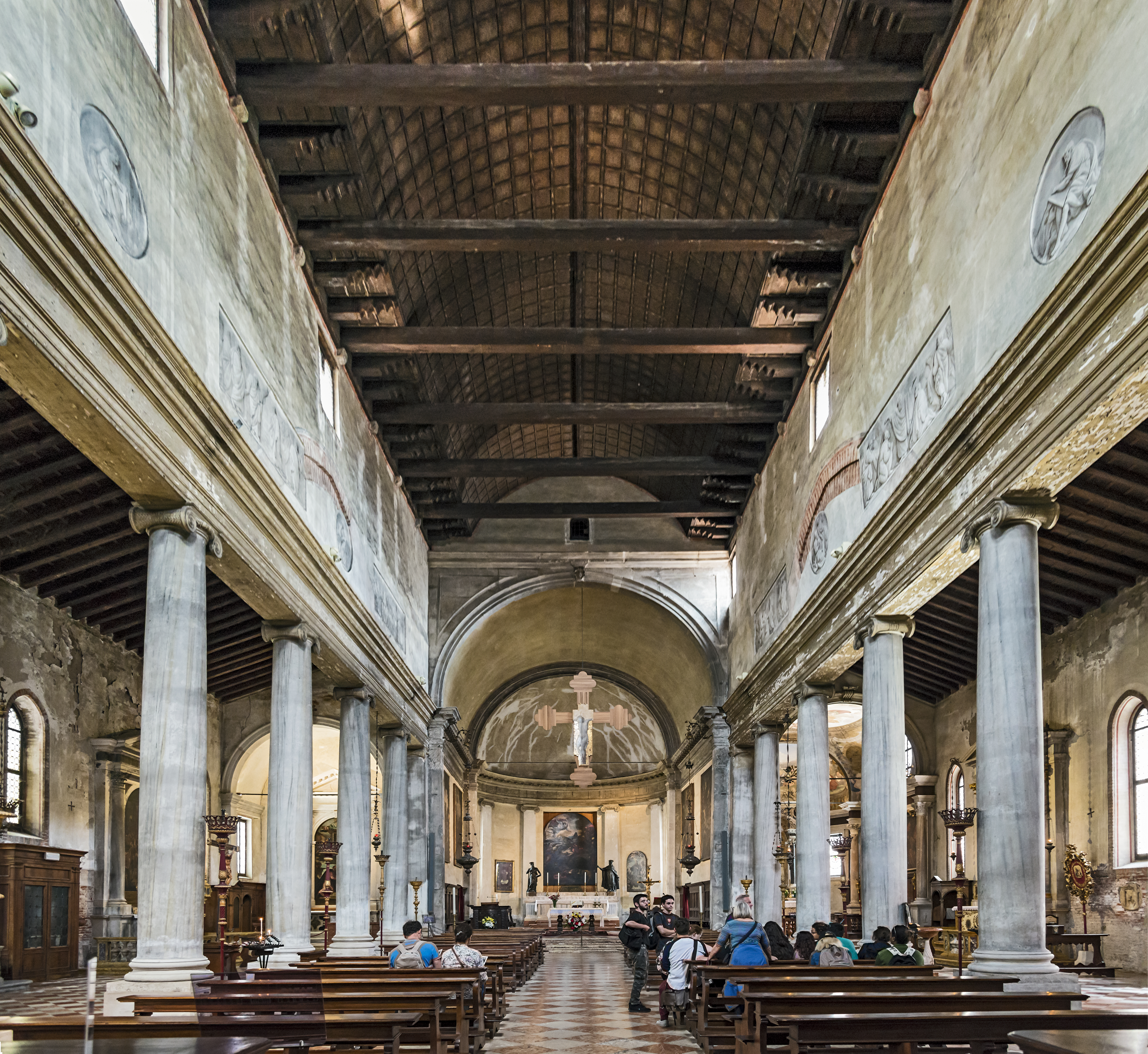
Interno
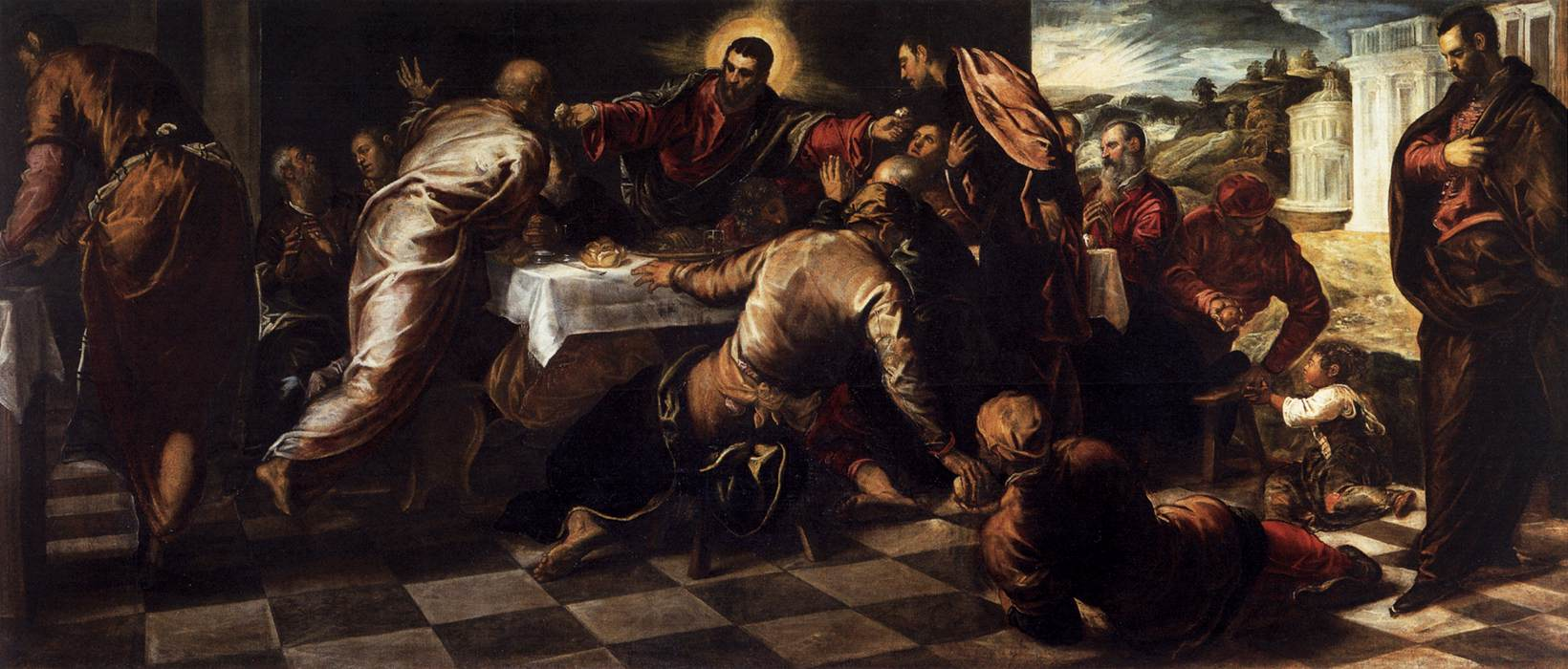
Ultima cena di Jacopo Tintoretto
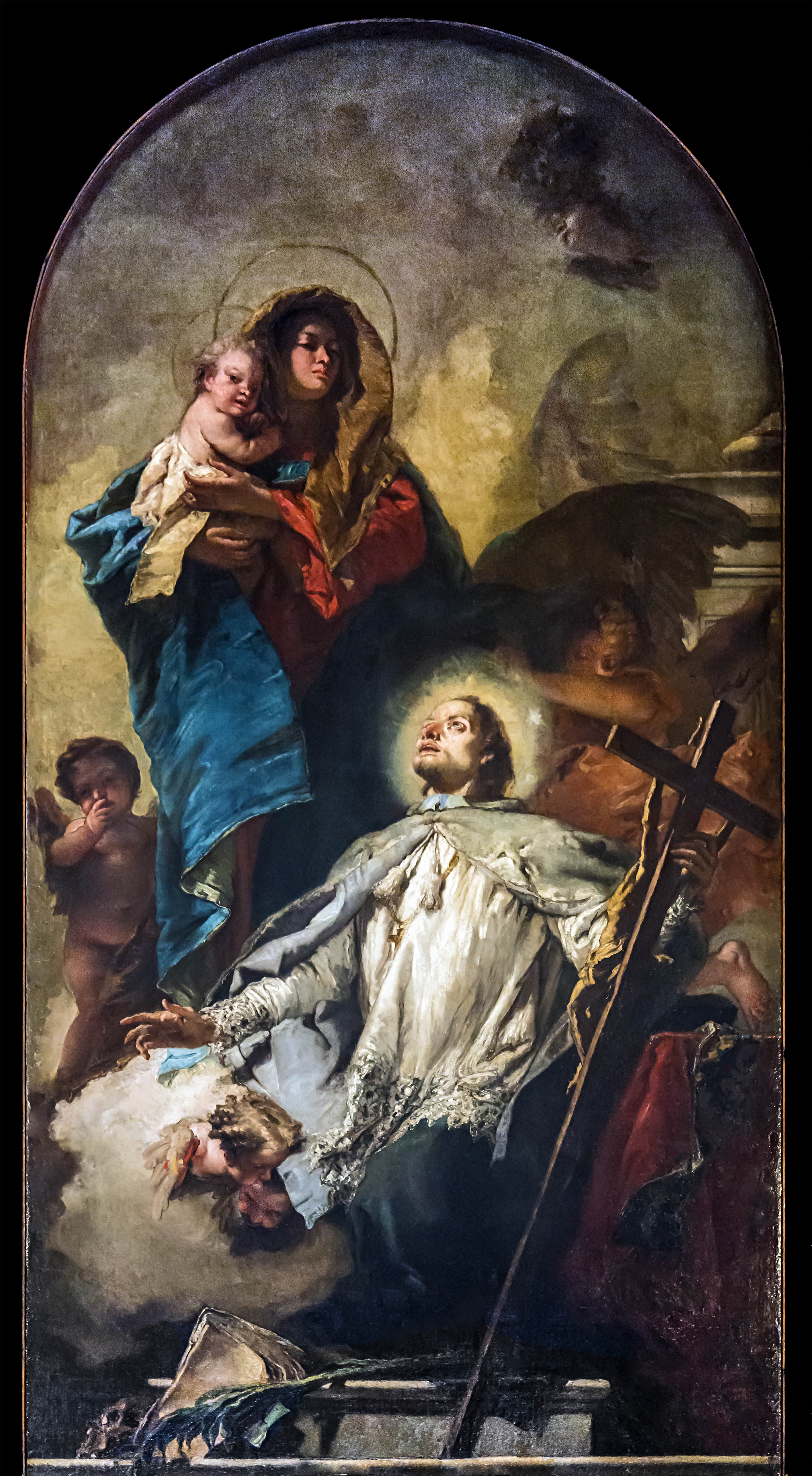
Giambattista Tiepolo,  La Vergine appare a san Giovanni Nepomuceno

### Oratorio del Crocifisso
Da quello che era un tempo l'ingresso principale dalla facciata, dove in origine si trovava un nartece, si accede al settecentesco oratorio del Crocifisso. Qui è esposta quella che è considerata l'opera prima di Giandomenico Tiepolo, la Via Crucis dipinta tra il 1747 e il 1749 e accuratamente restaurata. Il complesso delle quattordici tele rivela già la maniera peculiare del giovane pittore nella costruzione drammatica delle scene mediante prospettive decentrate e diagonali. 

La Via Crucis di Giandomenico Tiepolo
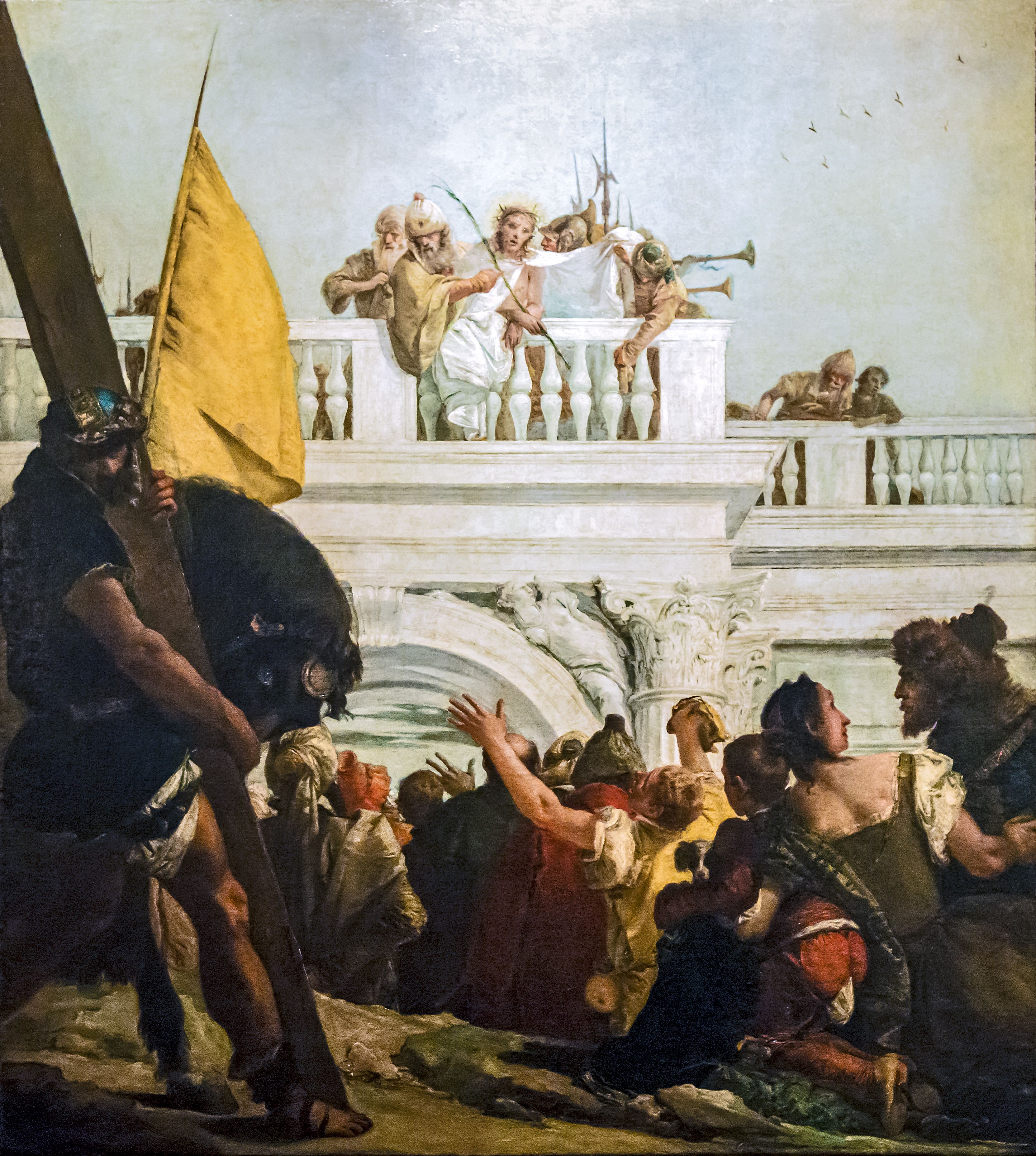
Via Crucis I Gesù è condannato a morte
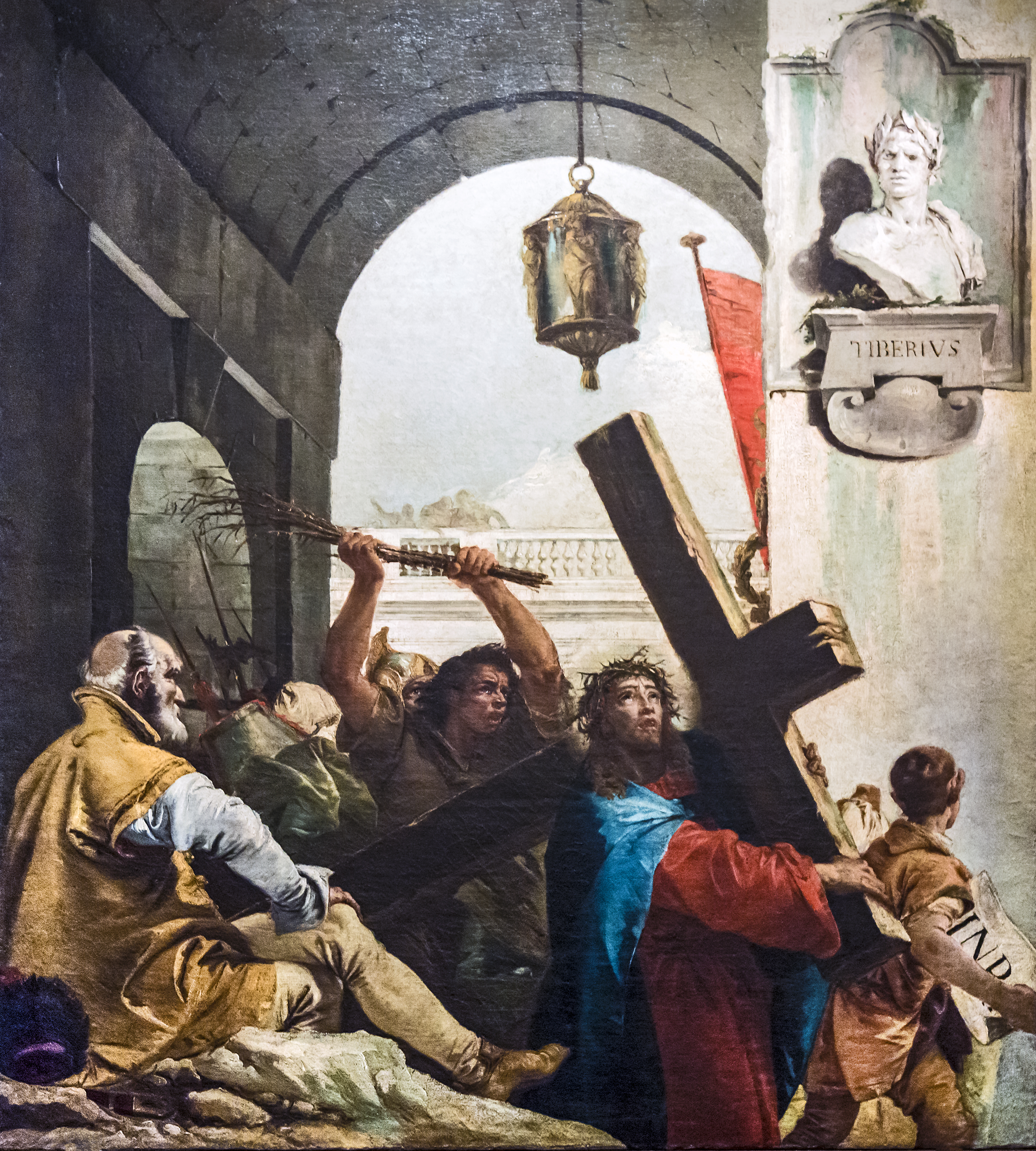
Via Crucis II Gesù porta la croce
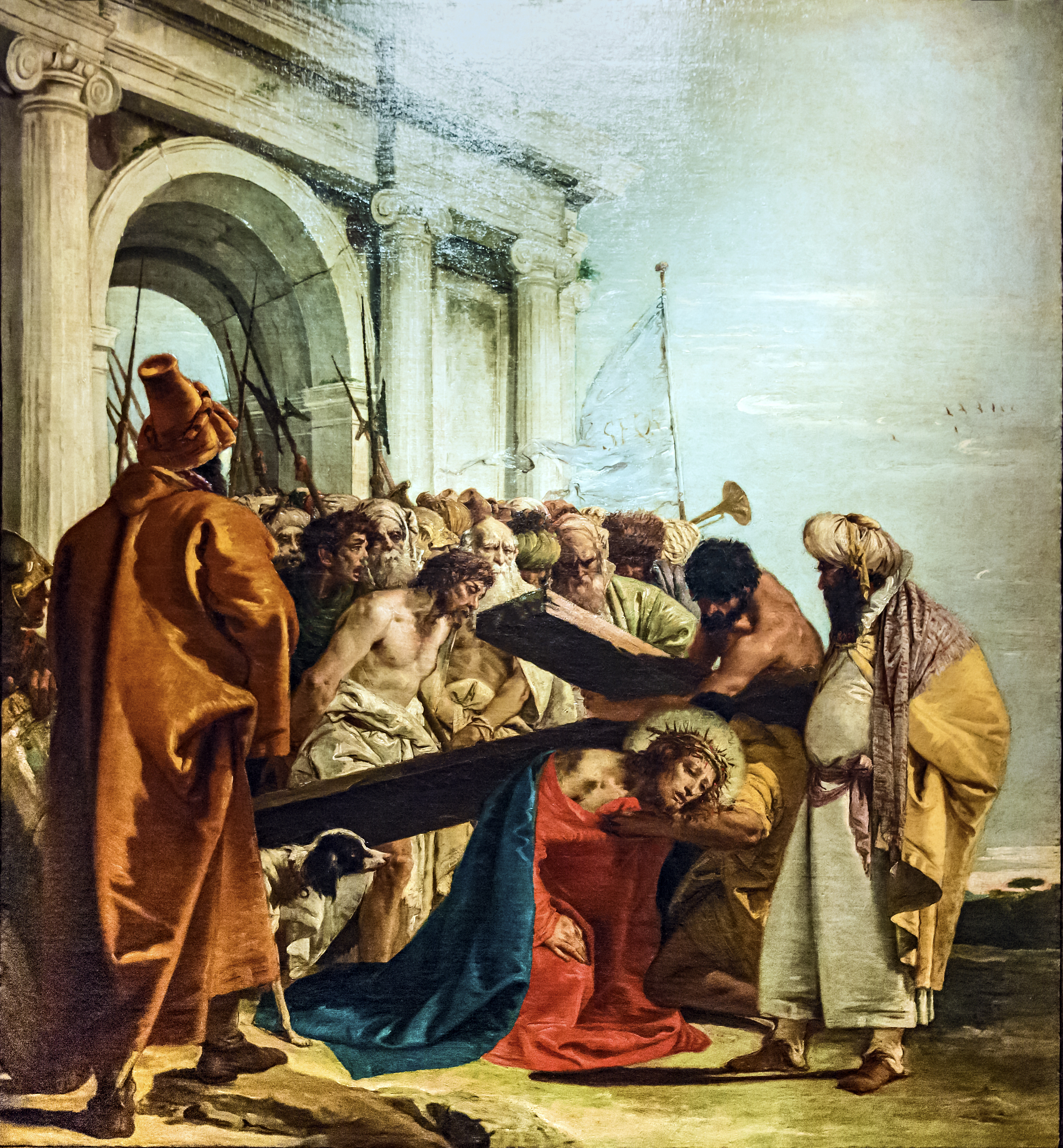
Via Crucis III Gesù cade per la prima volta
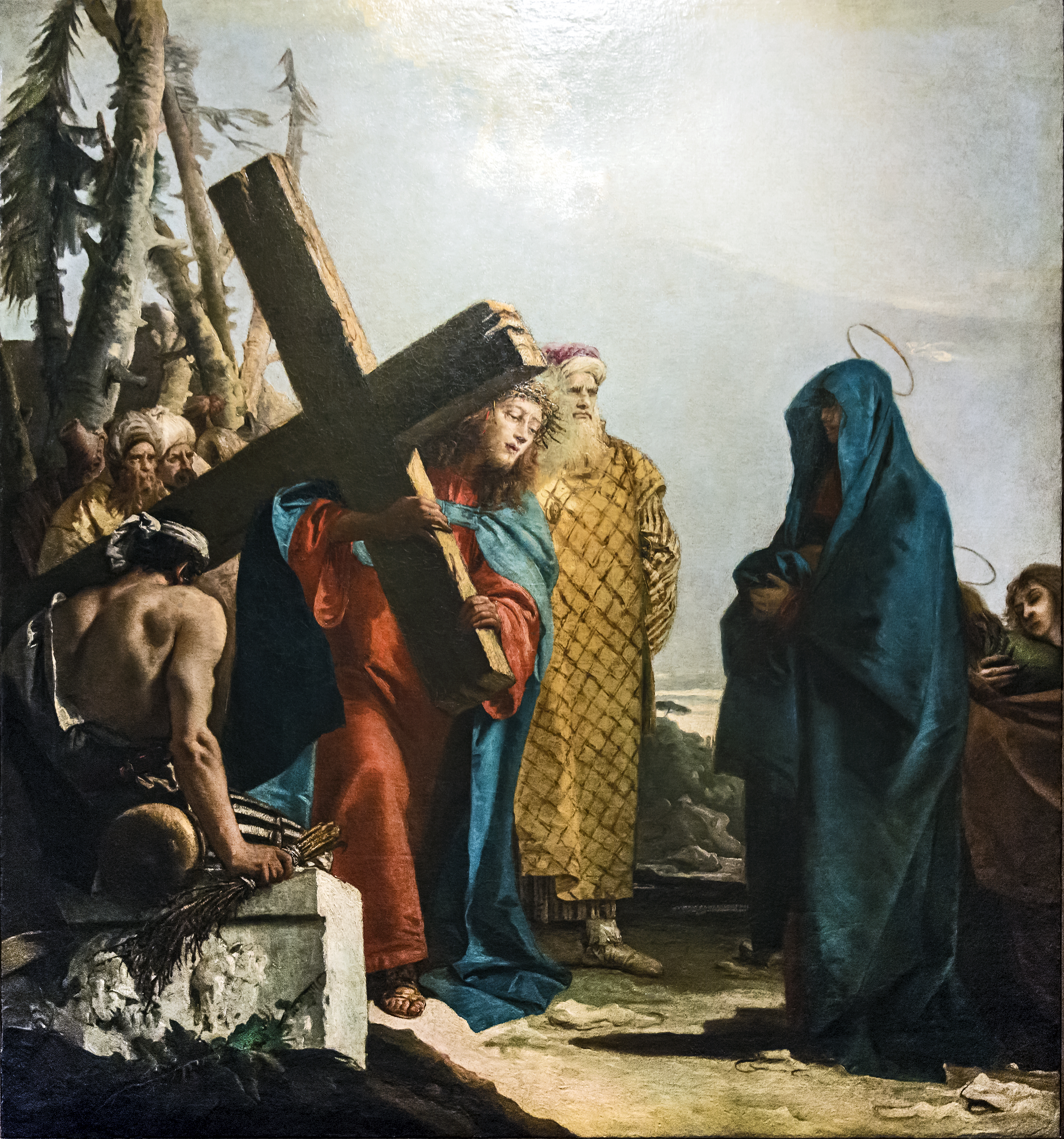
Via Crucis IV Gesù incontra la madre
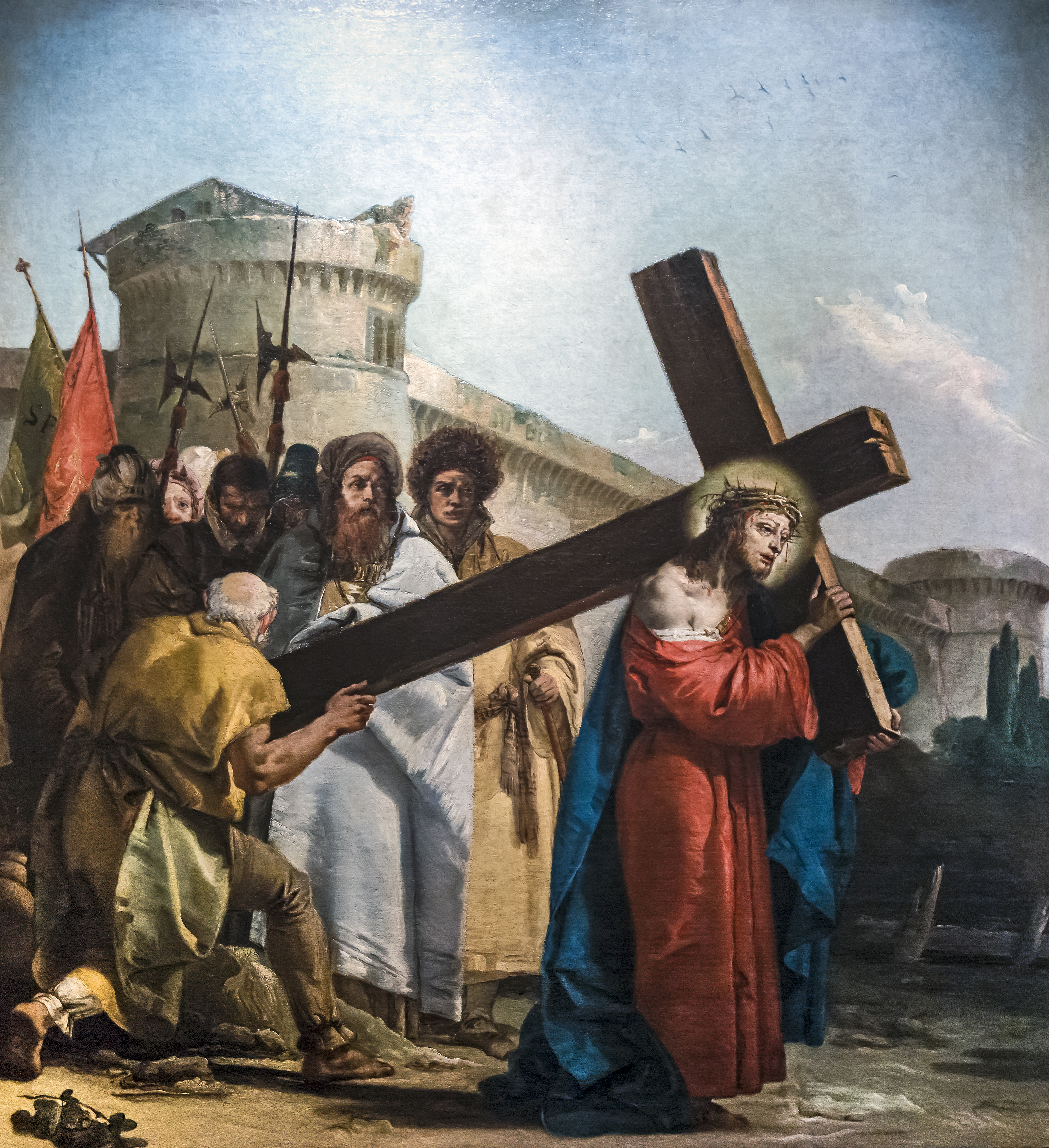
Via Crucis V Simone di Cirene aiuta Gesù a portare la croce
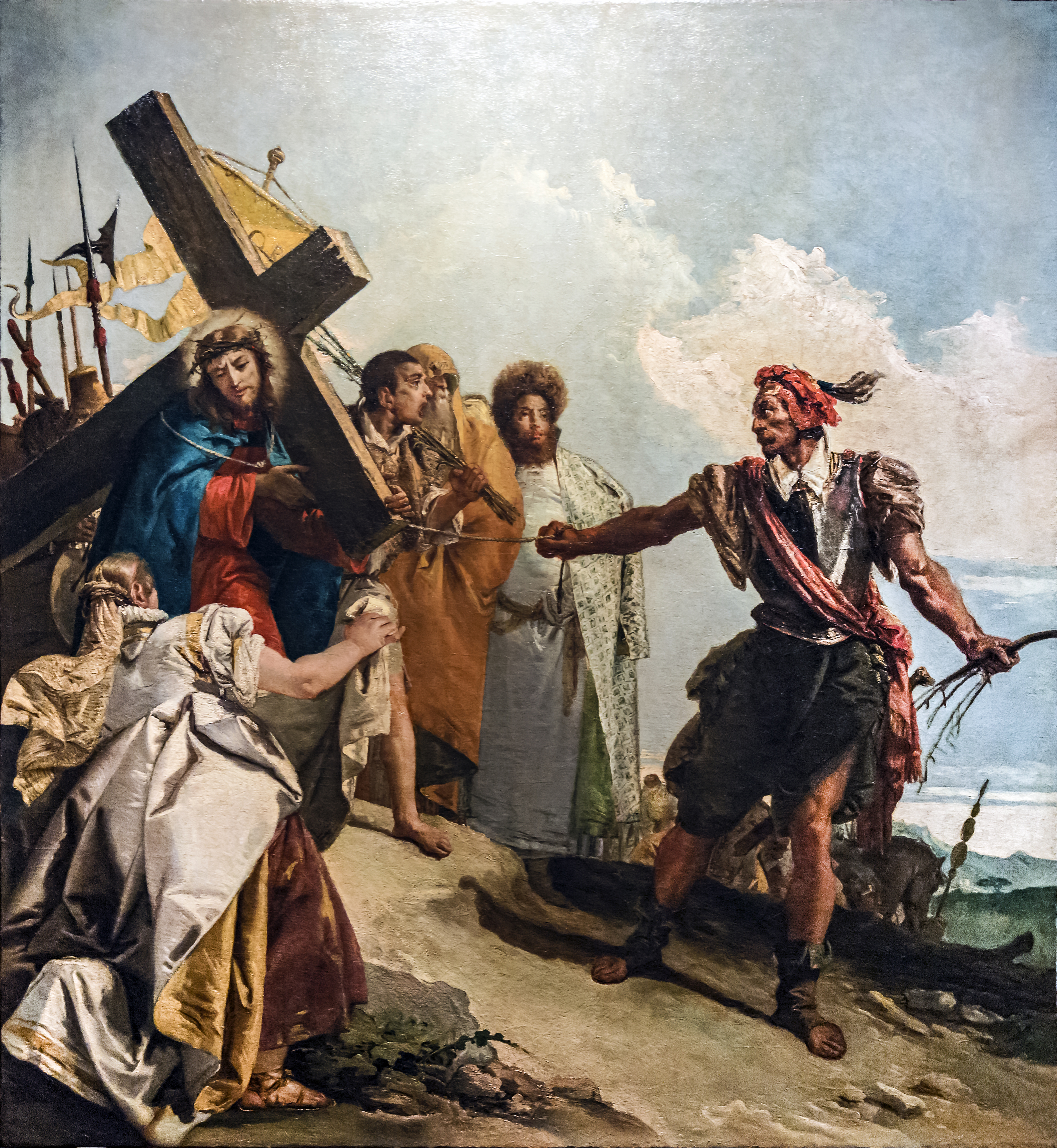
Via Crucis VI Veronica asciuga il volto di Gesù
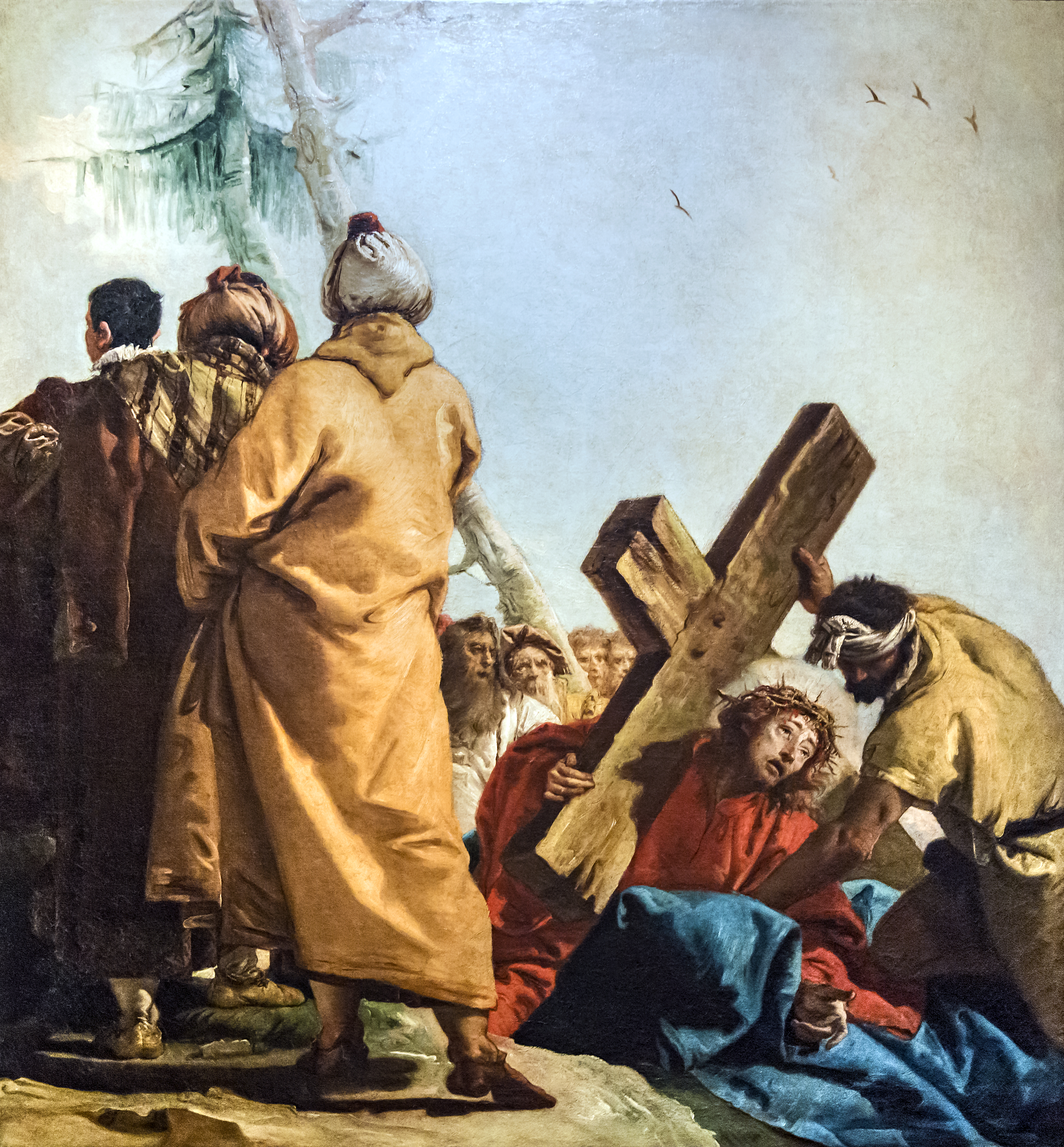
Via Crucis VII Gesù cade per la seconda volta
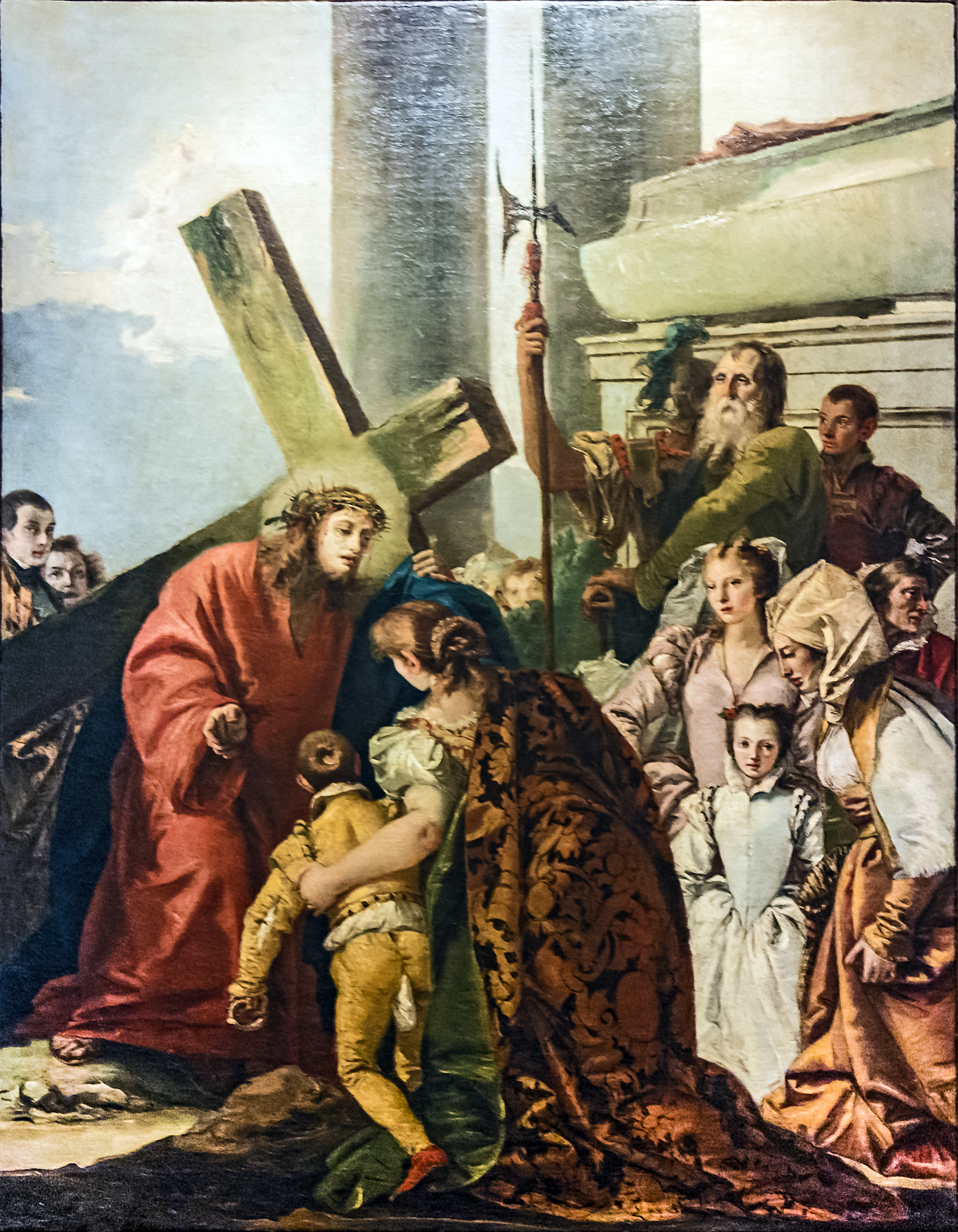
Via Crucis VIII Gesù incontra le donne di Gerusalemme che piangono
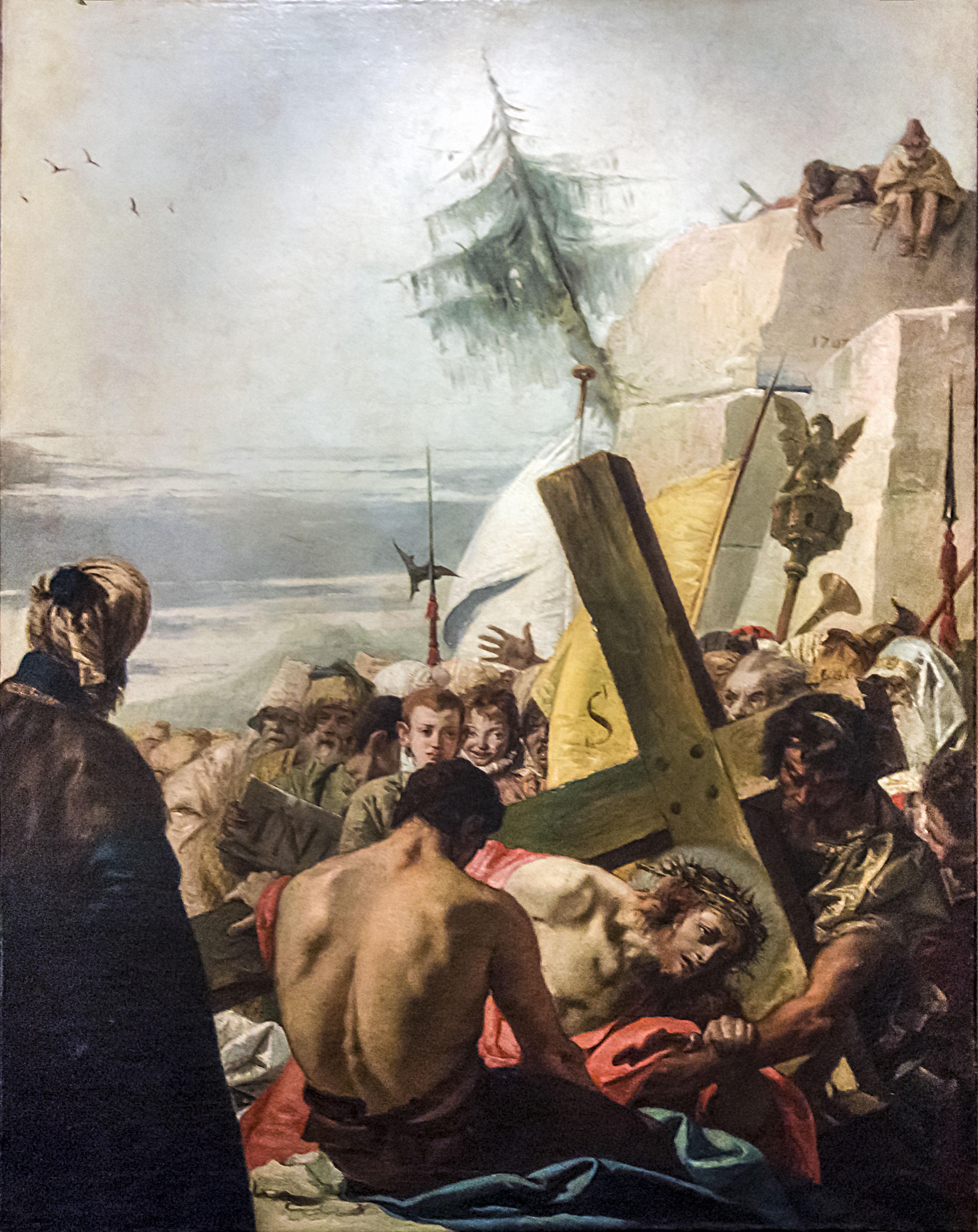
Via Crucis IX Gesù cade per la terza volta
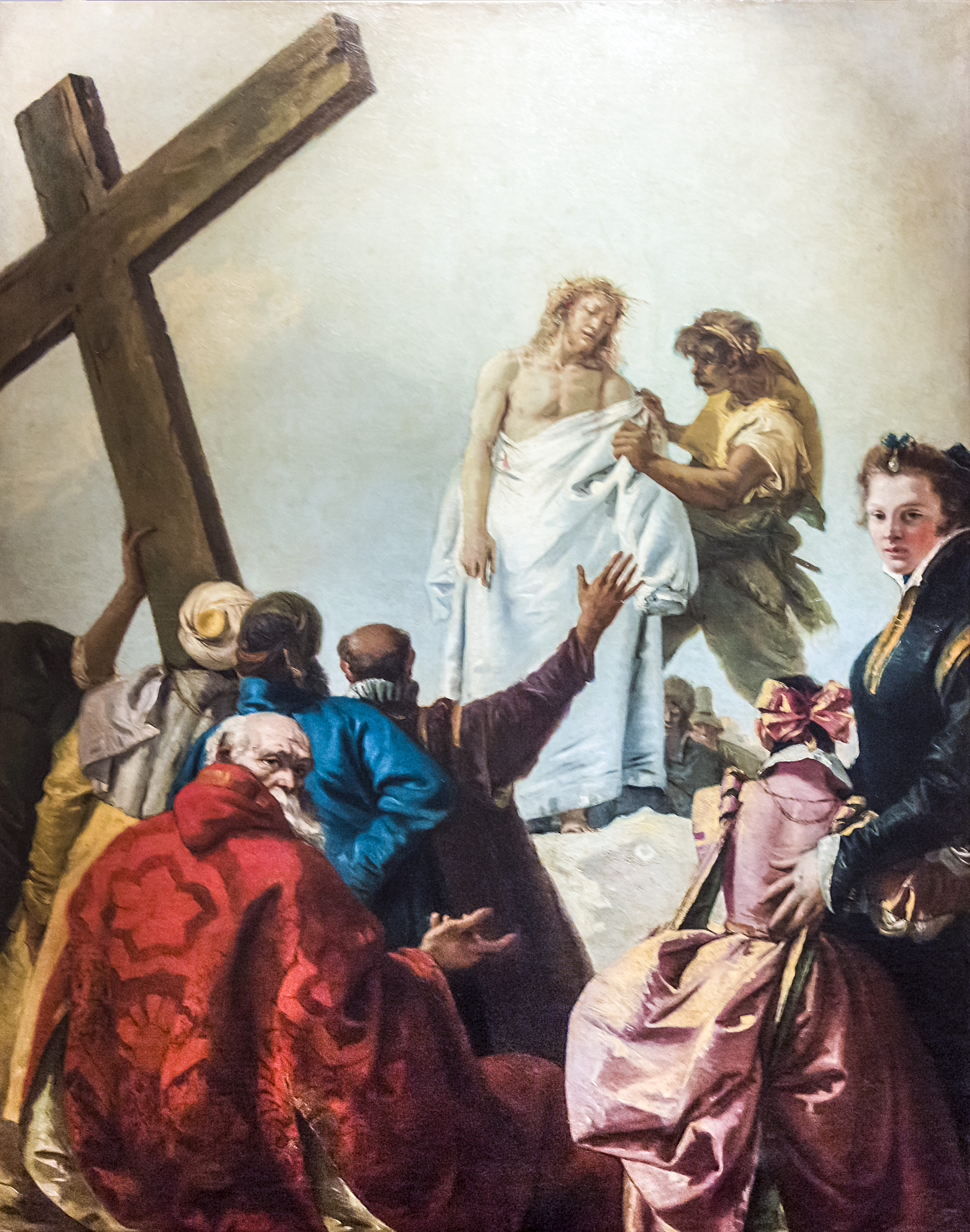
Via Crucis X Gesù è spogliato delle vesti
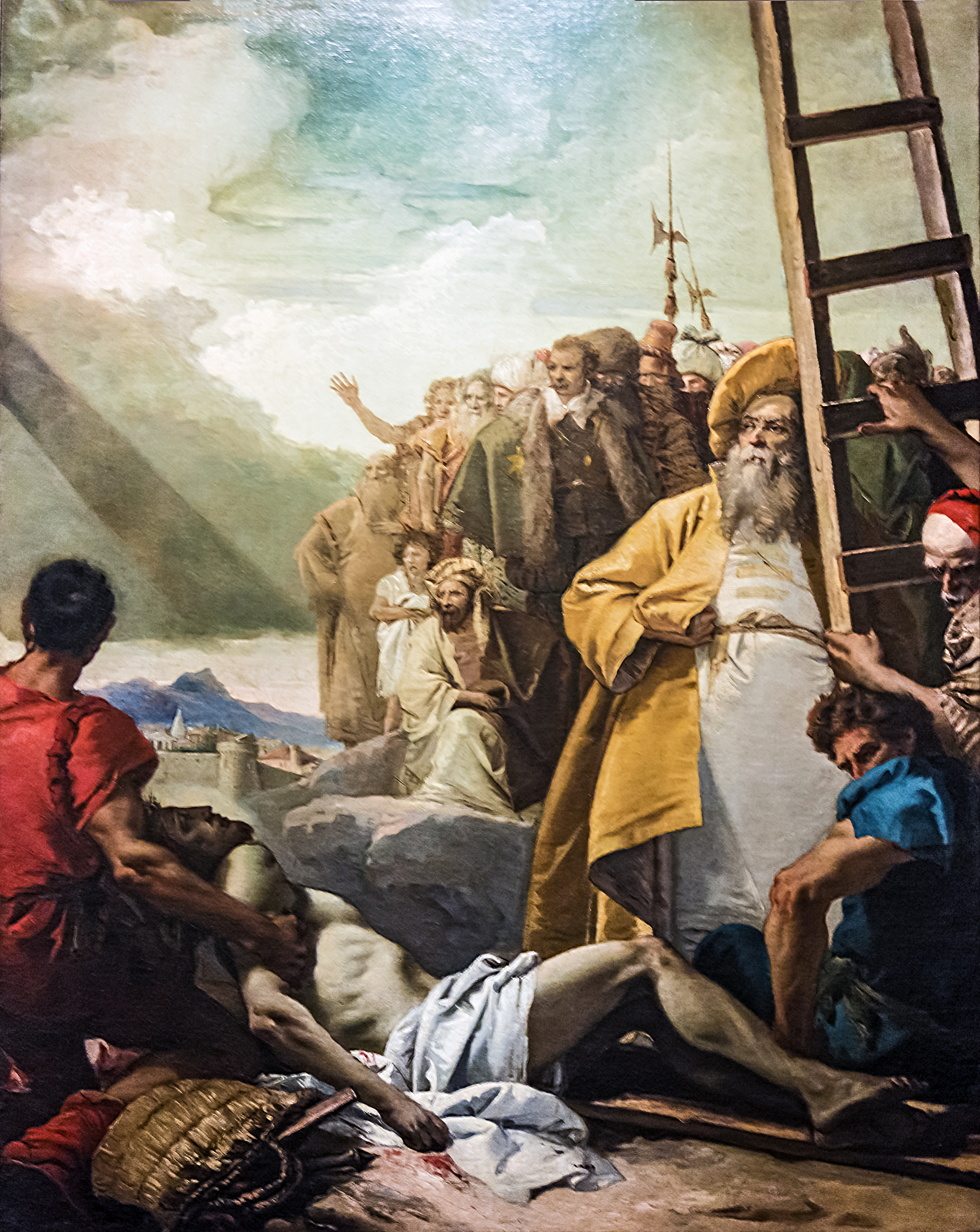
Via Crucis XI Gesù è inchiodato alla croce
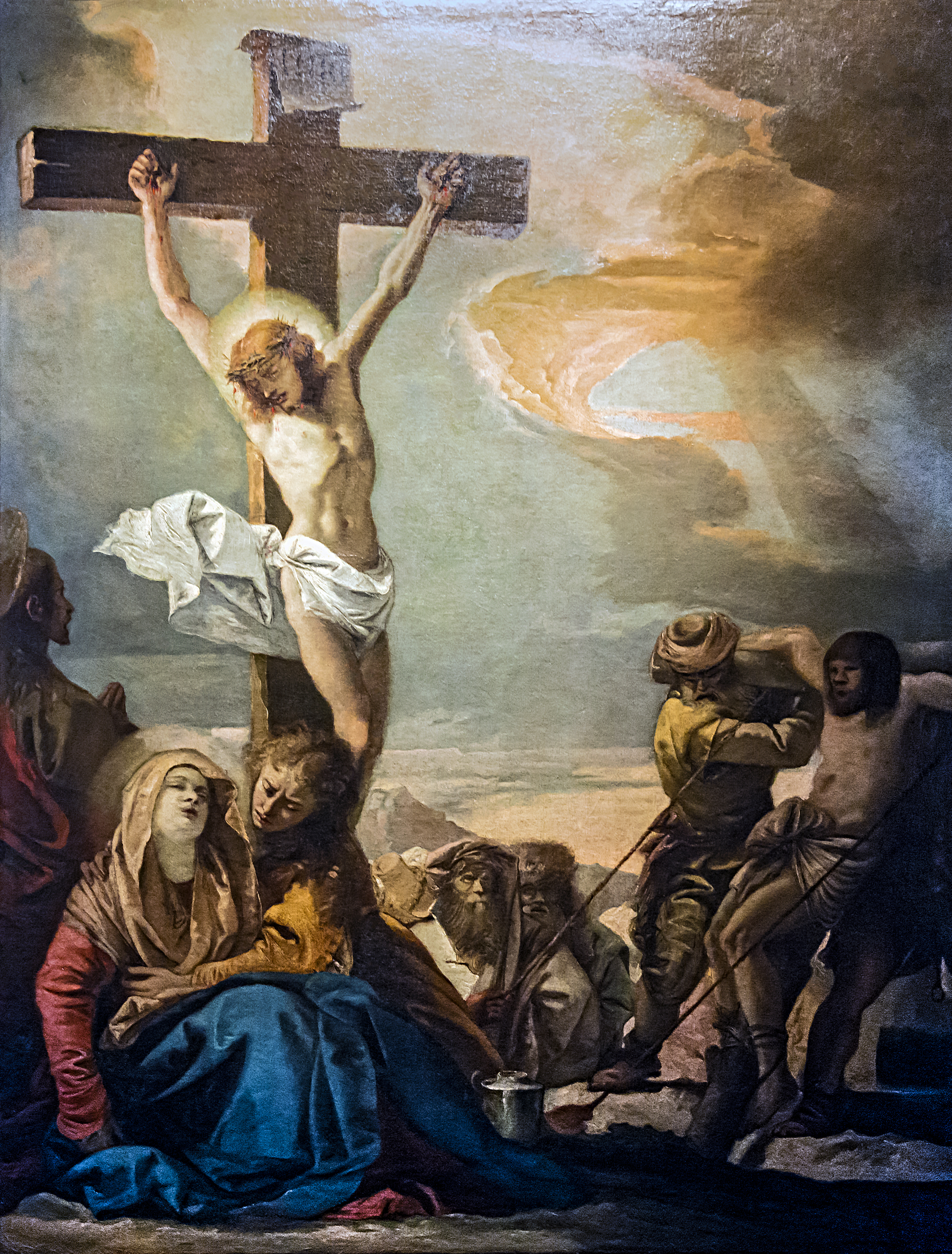
Via Crucis XII Gesù muore sulla croce
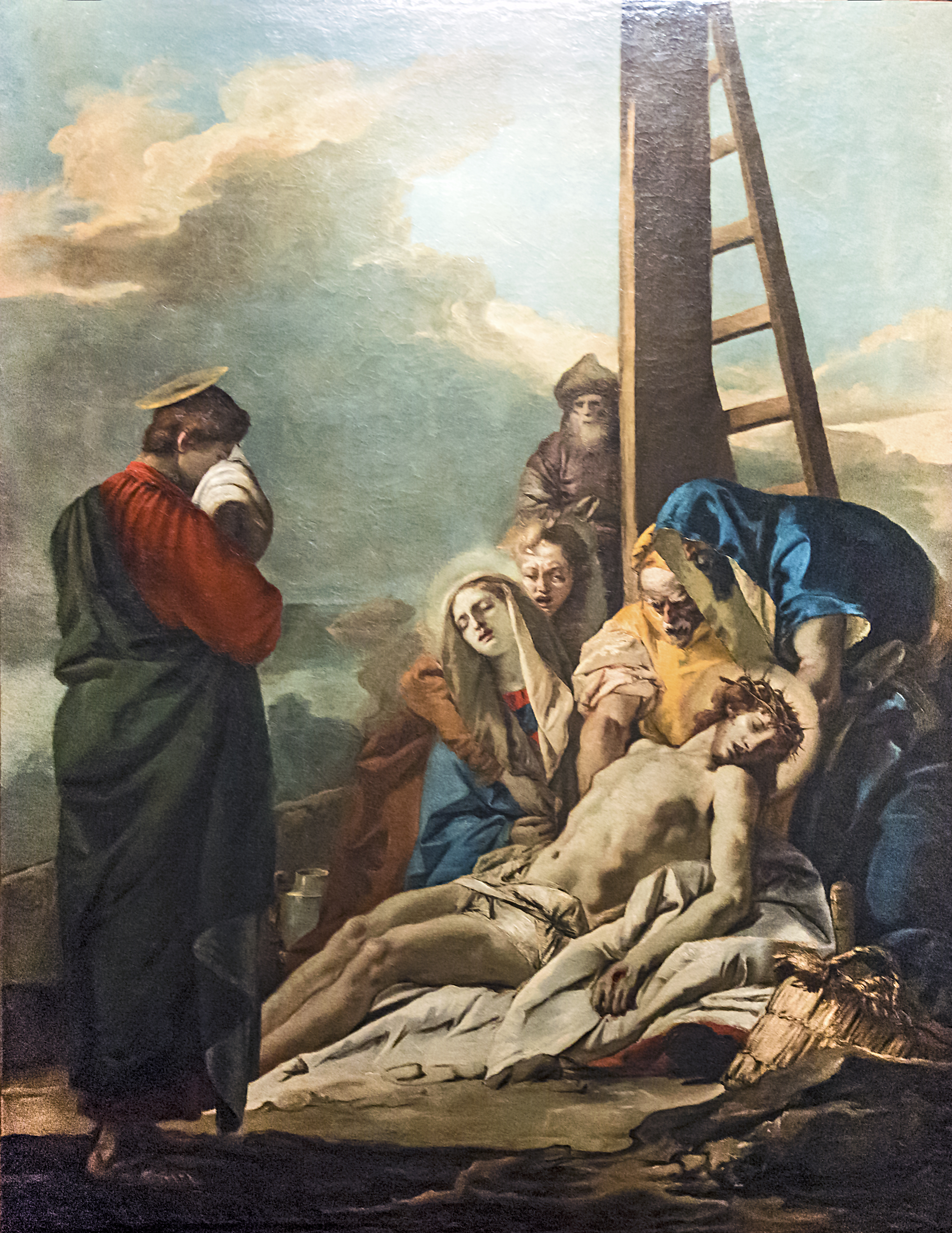
Via Crucis XIII Gesù deposto dalla croce e il suo corpo viene restituito alla madre
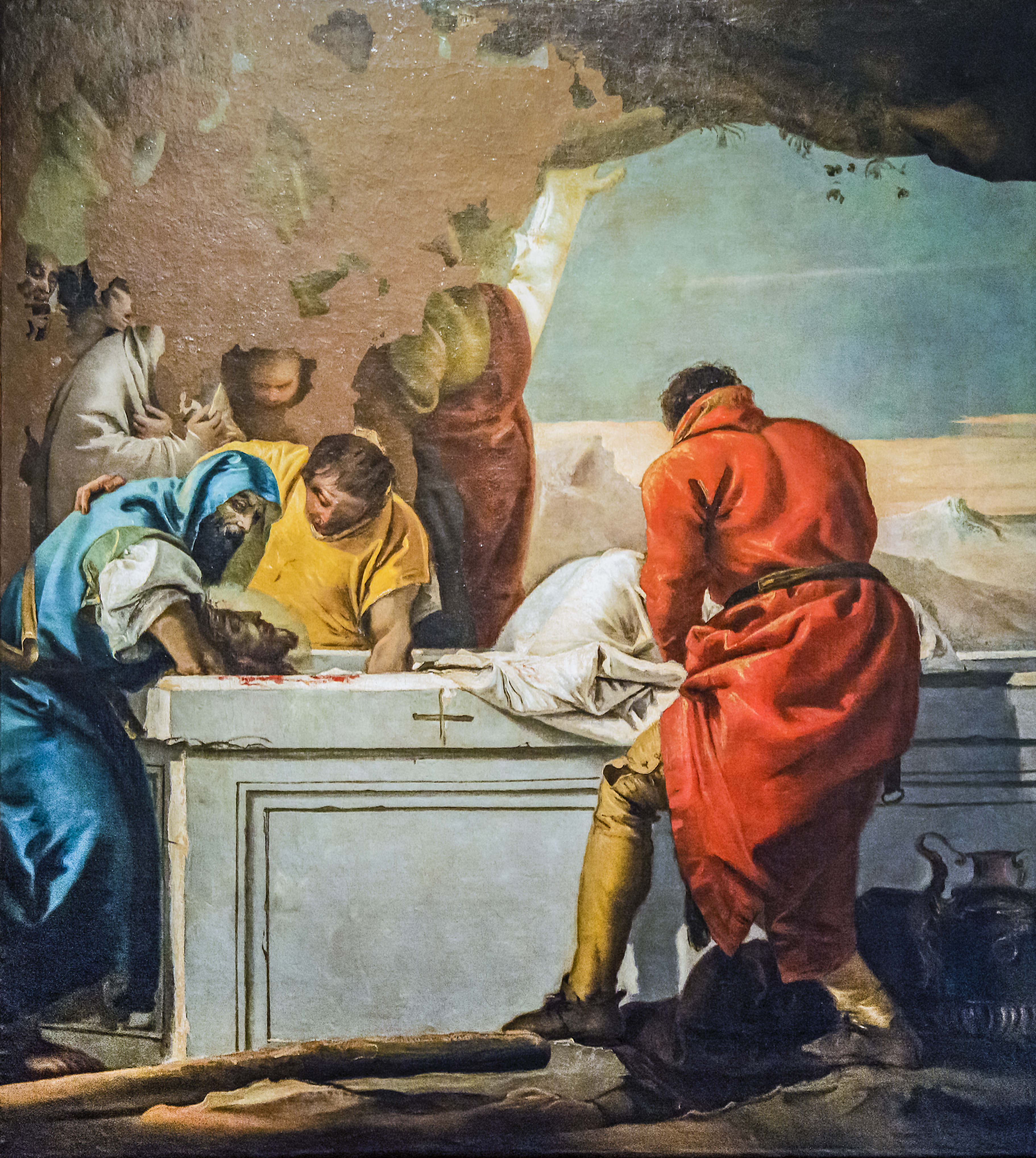
Via Crucis XIV Il corpo di Gesù è sepolto

Nella stessa cappella sono conservati altri lavori eseguiti negli stessi anni dal giovane Tiepolo: il San Filippo Neri in preghiera, il Martirio di San Giovanni Nepomuceno, i Santi Elena e Macario scoprono la Vera Croce, il San Vincenzo Ferreri predica alle turbe e le due tele per il soffitto, la Resurrezione di Cristo e la Gloria d'Angeli.
Interessante anche l'elegante struttura rococò dell'altarino chiuso da un colonnato e illuminato dalle alte finestre del tamburo. Nelle nicchie ai lati dell'altare i busti di San Marco e di un Vescovo (Anonimo, XV secolo).

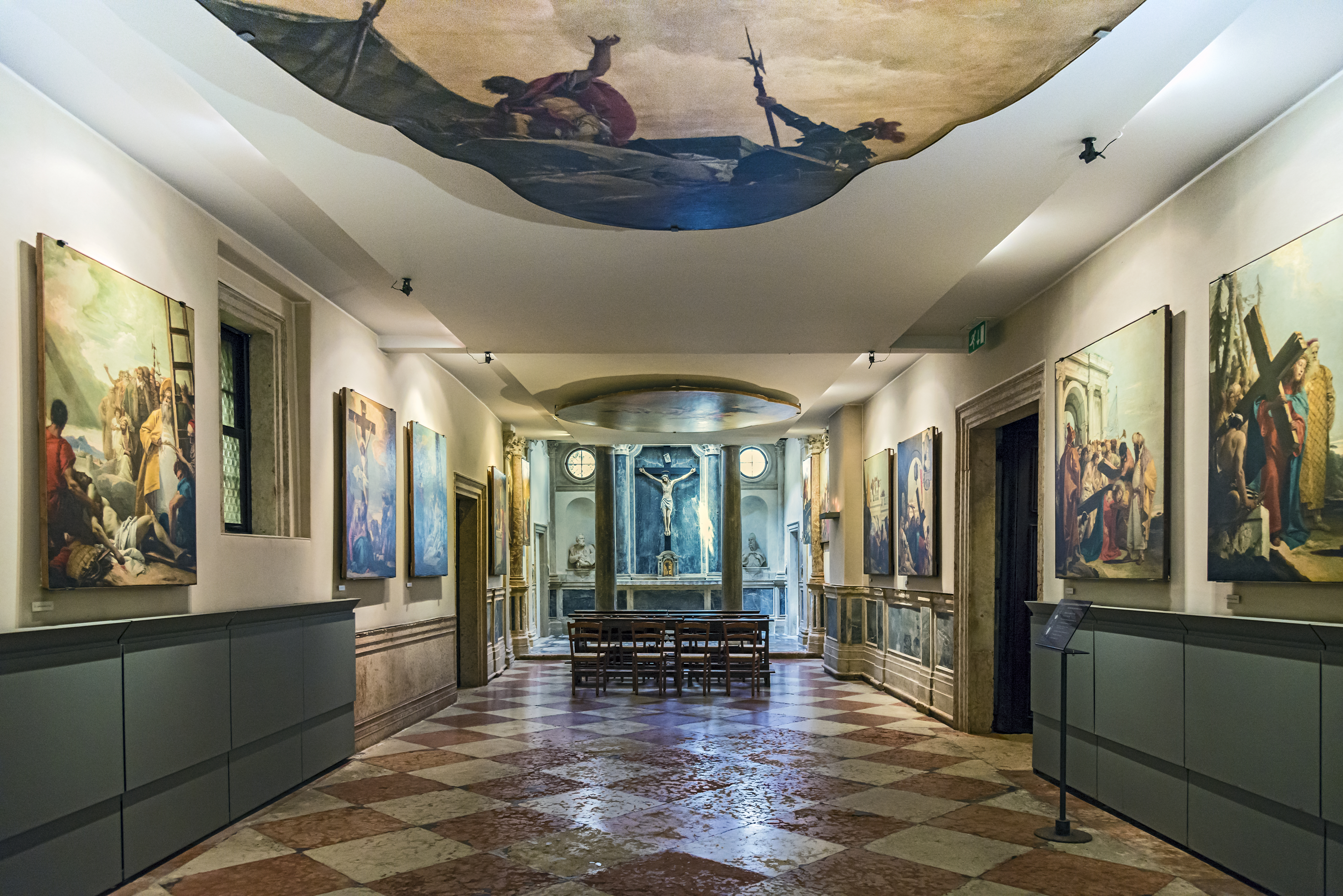
Oratorio del Crocifisso
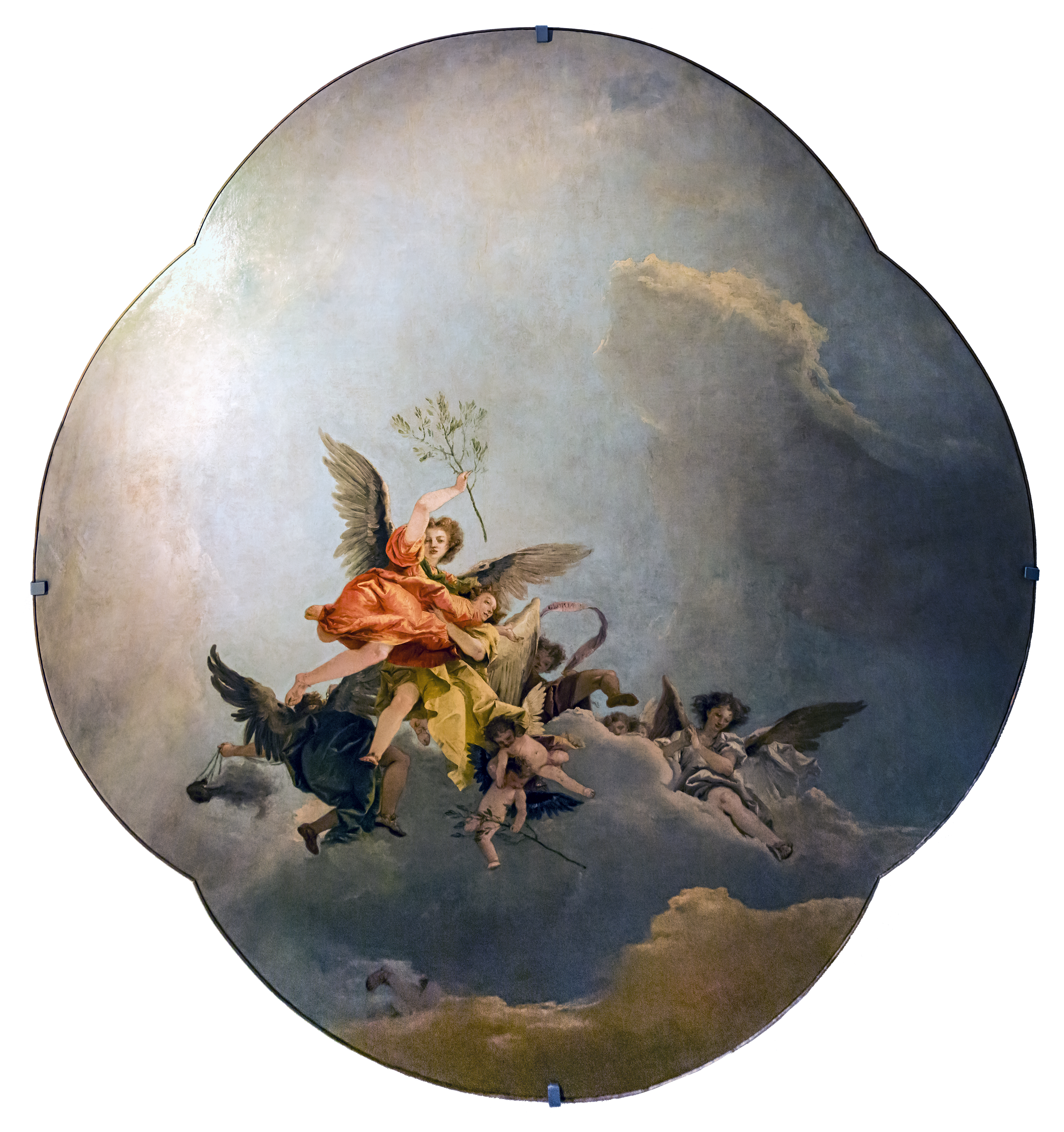
Gloria d'Angeli
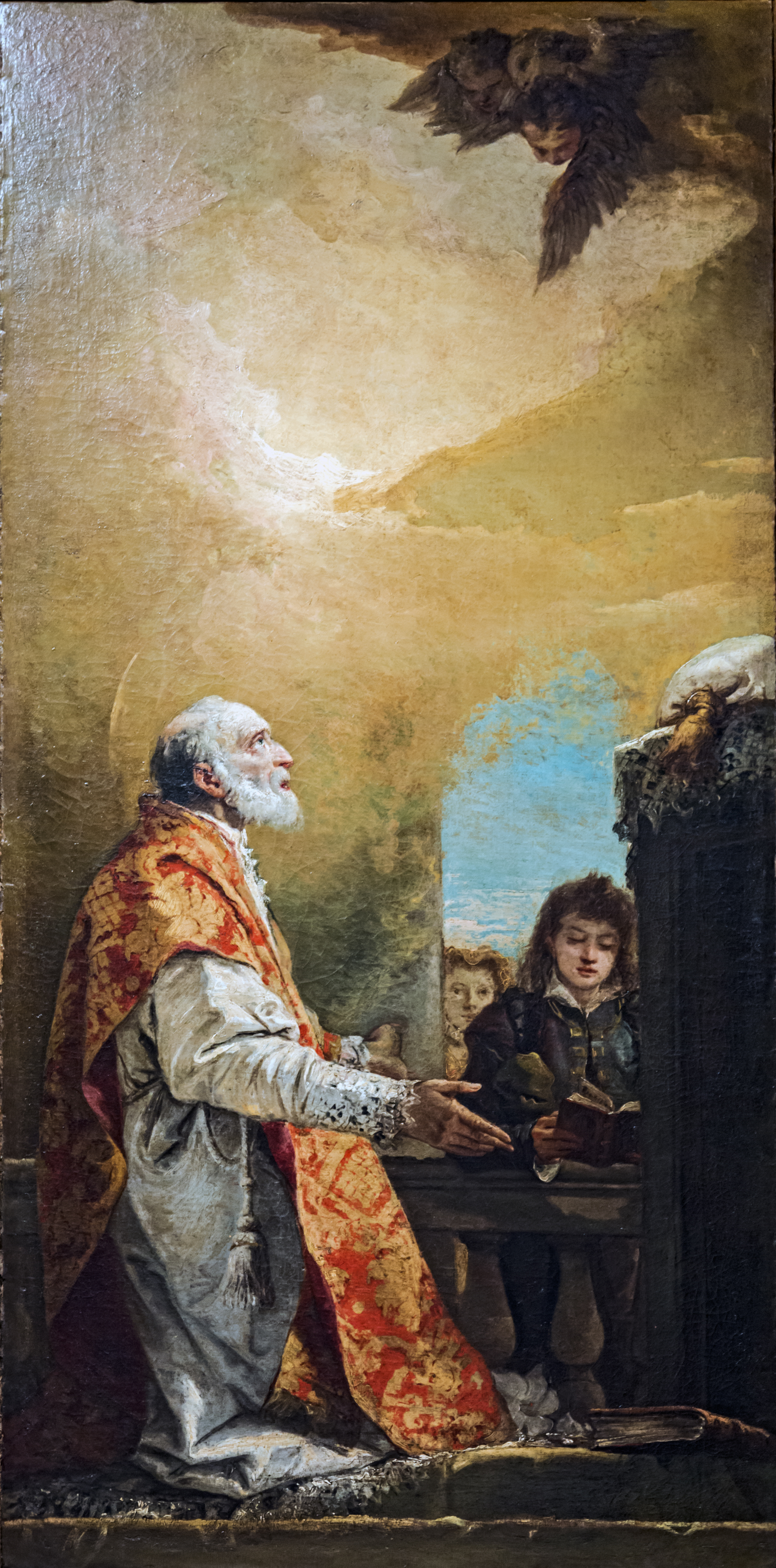
San Filippo Neri in preghiera
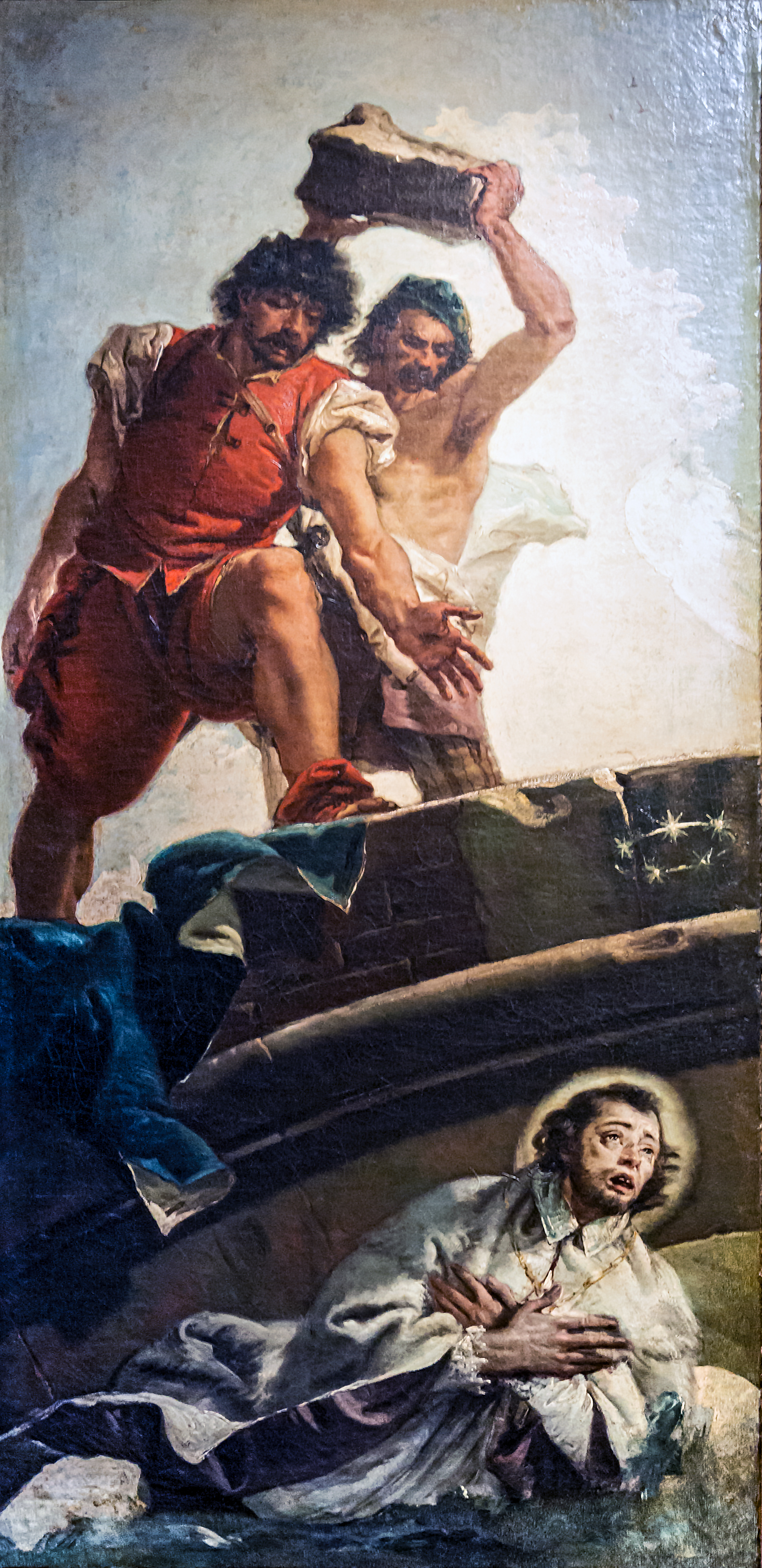
Martirio di San Giovanni Nepomuceno
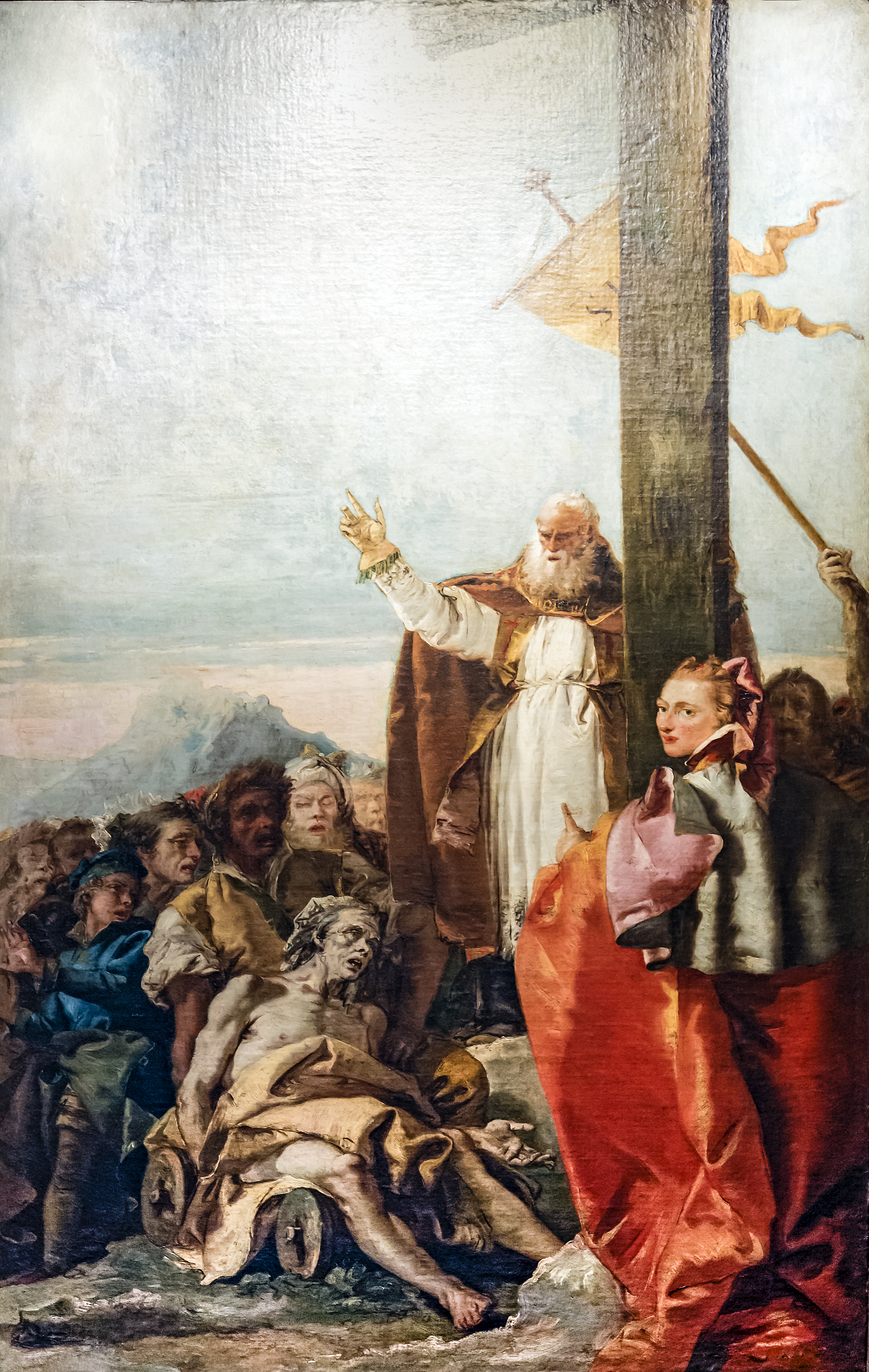
Santi Elena e Macario scoprono la Vera Croce
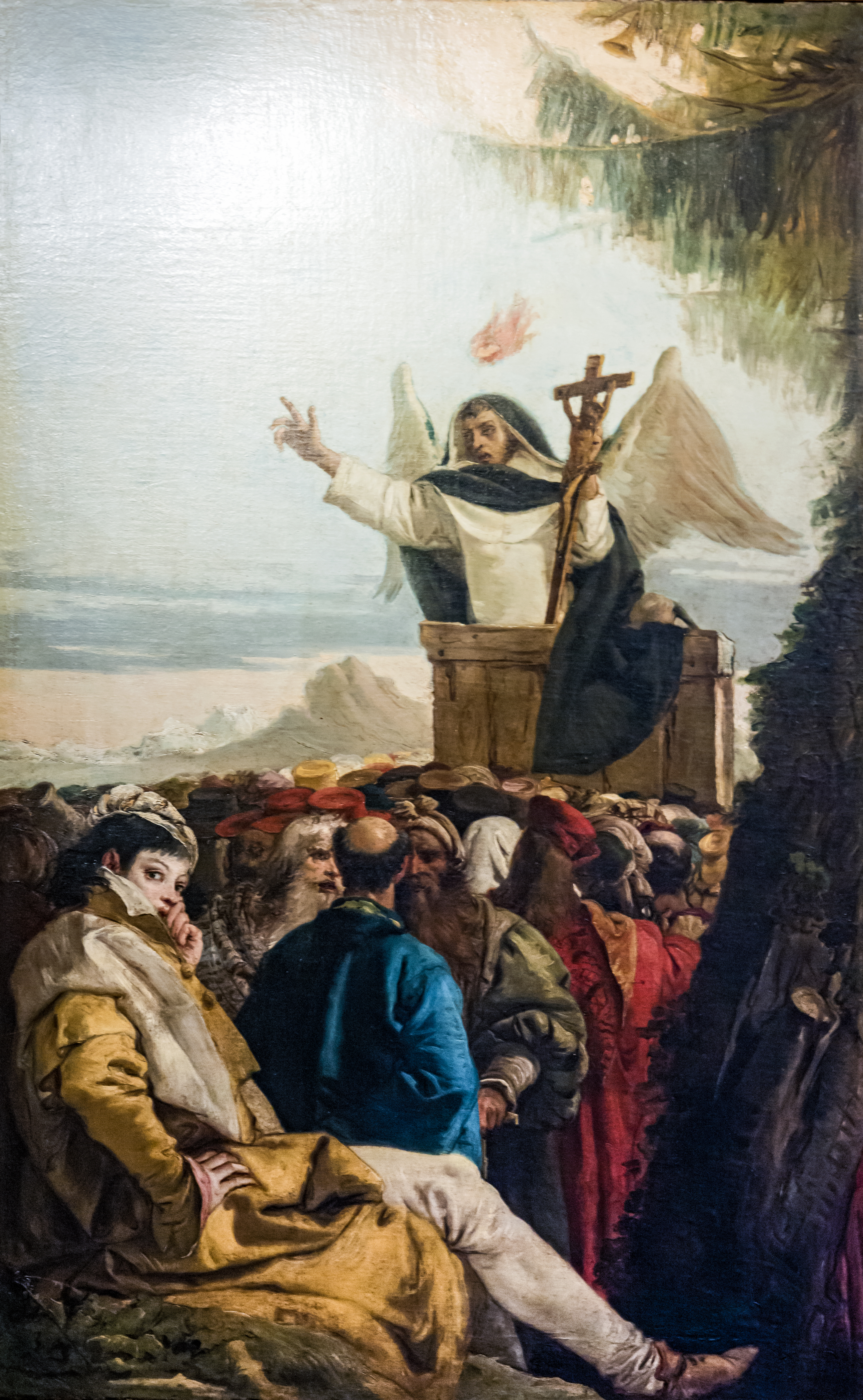
San Vincenzo Ferreri predica alle turbe